# 家庭教師HITMAN REBORN!角色列表
此列表為日本漫畫《家庭教師HITMAN REBORN!》與其衍生作品（電視動畫、小說、遊戲等）之登場角色介紹。

## 主要角色
里包恩
配音：NEEKO／成田劍【大人】（日本）；林美秀／【大人】（台灣）；林小寶→鄭佩嘉（第三季）／黎景全→陳旭恆（第三季）【大人】（香港）
被稱為傳說中最厲害的殺手，擔任澤田綱吉的家庭教師。持有黃色奶嘴，為晴屬性的阿爾柯巴雷諾。
澤田綱吉
配音：國分優香里／浪川大輔【10年後】（日本）；雷碧文／于正昌【10年後】（台灣）；郭碧珍（香港）
黑手黨彭哥列家族第十代繼承人。
獄寺隼人
配音：市瀨秀和／吉田麻子【小孩】（日本）；于正昌／楊凱凱【小孩】（台灣）；陳振聲／郭碧珍【小孩】（香港）
彭哥列家族第十代嵐之守護者。
山本武
配音：井上優（日本）；黃天佑（台灣）；黎景全（香港）
彭哥列家族第十代雨之守護者。
笹川了平
配音：木內秀信（日本）；何志威（台灣）；李建良（香港）
彭哥列家族第十代晴之守護者。
藍波
配音：竹內順子／津田健次郎【大人】（日本）；楊凱凱／何志威【大人】（台灣）；郭碧珍／陳旭恆【大人】（香港）
彭哥列家族第十代雷之守護者。
雲雀恭彌
配音：近藤隆（日本）；黃天佑（台灣）；黎景全（香港）
彭哥列家族第十代雲之守護者。
六道骸
配音：飯田利信（日本）；于正昌（台灣）；陳振聲（香港）
彭哥列家族第十代霧之守護者。
庫洛姆·髑髏
配音：明坂聰美（日本）；楊凱凱（台灣）；郭碧珍（香港）
彭哥列家族第十代霧之守護者（代理）。

## 並盛町
笹川京子
配音：稻村優奈（日本）；楊凱凱（台灣）；郭碧珍（香港）
年齡：14歲／生日：3月4日／星座：雙魚座／出生地：日本／血型：O／身高：156cm／體重：45.5kg。
茶色短髮。阿綱同班同學，並盛中學2-A。很受歡迎的女孩，被阿綱偷偷喜歡著，也是他上學的動力，阿綱第一次在學校獲得聲望就是為了她和持田學長進行決鬥並陰錯陽差獲勝了，在那之後開始注意阿綱，認為他是個有趣的人，隨著故事發展和阿綱一行人交集也越趨密切，對阿綱有好感。
性格溫和善良，有陽光般開朗的笑容。因為里包恩的出現使阿綱有機會和她產生交集。哥哥為了平，總是天真地對哥哥編的一堆不可能的謊話（用來隱瞞彭哥列相關事情）信以為真。在小春去找阿綱的時候經過兩人，之後和她成為很要好的朋友，並且同樣喜歡蛋糕，會定期一起到蛋糕店光顧，也會住在對方家閒話家常，或幫忙照顧藍波和一平。
因為阿綱和了平不想讓京子被捲入的關係，對於彭哥列的事情長期處於無知狀態。在瓦利亞篇，了平與魯斯里亞的決鬥中途闖入，還以為他是在打架（小時候了平為了保護京子受重傷，在那之後對她發誓不再打架），後來以摔角比賽矇混過去了。
未來篇，十年後的她留著長髮，稱呼阿綱為（十年前是），在十年後的藍波和一平保護下，與十年後的小春一起來到並盛町的彭哥列基地，但是遇到米爾菲歐雷黑魔咒的大猿及野猿的攻擊而失散，被阿綱尋獲後與十年前的京子對調。來到未來的京子與小春一起負擔起後援的工作，在梅洛尼基地戰鬥結束，阿綱等人開始下一段訓練時，和小春一起偷聽到了阿綱等人的交談，和小春共同要求阿綱說出真相併發動了抵制，但在聽過碧洋琪所說的話後便結束了抵制，而阿綱也在之後告知了京子所有事。因為在同一個基地活動的關係認識了庫洛姆，對她表現出友好的態度並使她漸漸融入女生當中。
三浦春
配音：吉田仁美（日本）；楊凱凱（台灣）；林小寶→鄭佩嘉（第三季）（香港）
年齡：14歲／生日：5月3日／星座：金牛座／出生地：日本／血型：B／身高：156.5cm／體重：46kg。
梳著馬尾的活潑少女。來自名門中學「綠中女中」，父親晴良是大學數學教授。性格活潑、稍微帶點冒失，討厭好色的人（如夏馬爾）。第一眼見到里包恩和藍波時覺得他們非常可愛。非常喜歡小孩子，認為他們是「擁有純潔之心的天使」。以「小春（ハル）」自稱，口頭禪是「はひ」和「好危險啊」。稱呼阿綱為「阿綱先生（ツナさん）」。
落水後被阿綱所救，之後便喜歡上他，一心一意夢想成為其妻子，如果他和任何女生有親近行為（通常是被誤會了）會醋勁大發。把每個星期三定為「小春感謝日」，要在當天盡情吃蛋糕。去找阿綱的時候遇到路過的京子，因與京子有著同樣想法而非常投緣，經常一起到蛋糕店光顧或是談論戀愛的話題，但通常只是小春一個勁地說阿綱的事情。也會一起照顧藍波與一平。常和獄寺鬥嘴，被他稱呼為「蠢女人」，還因為十年後的藍波襯衫釦子沒扣整齊，將其誤認為色狼。
未來篇，十年後的小春留著短髮，變得很有女人味。不過內在的本質還是和十年前一樣天真單純，完全沒變。在十年後的藍波和一平保護下，與十年後的京子一起來到並盛町的彭哥列基地，但是遇到米爾菲歐雷黑魔咒的大猿及野猿的攻擊，忽然與十年前的小春對調。來到未來的小春與京子一起負擔起後援的工作，在梅洛尼基地戰鬥結束，阿綱等人開始下一段訓練時，和京子一起偷聽到了阿綱等人的交談，和京子共同要求阿綱說出真相併發動了抵制，但在聽過碧洋琪所說的話後便結束了抵制，並在阿綱跟京子告知所有事後，阿綱也告知小春真相。小春也因此對先前不懂得阿綱的心意感到自責並流下眼淚。
在漫畫附錄主持「小春的心跳加速人物專訪」，主要訪問對象為並盛町的角色，以及後期的阿爾柯巴雷諾。會有前言、文圖並茂的訪談內容與公佈基本資料。隨著公式書的發行，後期改為訪問基本資料以外的問題。動畫未來篇某些集數的片尾也有穿插此環節，但內容不大一致。
澤田奈奈
配音：深見梨加（日本）；楊凱凱（台灣）；林小寶→鄭佩嘉（第三季）（香港）
年齡：34歲／生日：3月31日／星座：白羊座／出生：日本／血型：O／身高：155cm／體重：44kg。
阿綱的媽媽，非常普通的家庭主婦。很喜歡浪漫，少根筋的個性讓她對於一連串不尋常事（丈夫職業、里包恩的出現、戒指爭奪戰時藍波受傷等），通常不作太多詢問就逕行接受也從未察覺蹊蹺，對丈夫、兒子都和黑手黨有所牽連的事渾然不知。澤田家光曾說過京子性格很像她。與爸爸為風太的「甜甜蜜蜜夫婦排行榜」第1名。在原作中稱呼阿綱為，動畫版則改成。
未來篇，在米爾菲歐雷家族的彭哥列獵殺行動展開時與丈夫澤田家光出發至義大利旅行，目前情況不明。動畫版則是阿綱回到10年前之後出現在家中，過著正常的生活。
碧洋琪（Bianchi）
配音：田中理惠（日本）；林美秀（台灣）；林小寶→鄭佩嘉（第三季）（香港）
年齡：17歲／生日：11月8日／星座：天蠍座／出生地：義大利／血型：AB／身高：165cm／體重：49kg。
獄寺同父異母姊姊，家中嫡長女。擅長用有毒料理（poison cooking）殺人，外號「毒蠍碧洋琪」。時常扮成松鼠或鼯鼠的樣子。因為從小到大毒害獄寺使得他只要一看見她整張臉就會倒下，因而與他照面時總是戴著護目鏡。手臂上有蠍子刺青。波動屬性為「嵐」。
曾利用有毒料理殺死前男友羅密歐，又因十年後的藍波跟他長得很像所以誤認之，故每當看見十年後藍波時必定以有毒料理攻擊他。里包恩第4任情人，為了追隨里包恩而前來並盛町，靠著對里包恩的愛而活下去的殺手。
未來篇十年後是彭哥列組織的參與者，在現代的阿綱他們來到未來世界的時候與風太一起在外收集情報。因為十年後的里包恩死亡的緣故，回到基地後看到十年前的裡包恩非常高興。與同父異母的弟弟獄寺一樣持有嵐屬性戒指。準備鍛煉十年前的獄寺，不過卻被其翹掉了練習。突襲米爾菲歐雷家族並盛支部的參謀之一，突入計劃開始時將阿綱等人引至敵人基地的入口，之後協助庫洛姆修煉。
名字由來是義大利以前的汽車製造公司「Autobianchi」，「蠍子」為Autobianchi的標誌。
一平（I-Pin）
配音：蔣里美（日本）；林美秀（台灣）；郭碧珍（香港）
年齡：5、15歲／身高：45、157cm／體重：3.9、47kg／出生地：中國／生日：11月25日／血型：O型／星座：射手座。
來自香港，綁著辮子、穿著功夫裝，很有禮貌的女生。近視相當的深，因此常造成許多誤會，初次登場時就把阿綱誤認為暗殺的對象；之後為了鍛鍊尚未成熟的自己，寄住在澤田家。登場時只會說中文（動畫版中會說日文，因為聲優沒在用中文說的緣故），必須靠里包恩翻譯才能與大家溝通。
非常容易害羞，在極度害羞時會啟動額頭上的「筒子定時炸彈」，並緊緊抱住身旁的人的腿，因此被人以「人間炸彈」稱之。擅於使用即使不用接觸到身體也可以打敗對方的「餃子拳」，在風太的「中距離招式」第116名；筒子定時炸彈在「絕招」第36名；「將來有希望的殺手」排名第3的超級新秀。初
相當仰慕和師父-風一樣面孔的雲雀，因此每當看到他時便會啟動筒子定時炸彈。10年後的一平已經引退，「筒子定時炸彈」也被封印（通關密語「花椰菜怪物」），為了唸中學在中華料理屋「樂樂軒」打工，日文也變得相當流利，不過實力絲毫未減，被襲擊時仍會在下意識的還手。
風太（Futa）
配音：三瓶由布子（日本）；林美秀（台灣）；郭碧珍（香港）
年齡：9、19歲／星座：魔羯座／身高：123、172cm(10年後)／出生地：義大利／生日：1月11日／血型：B型／體重：22kg,、78kg(10年後)。
本名風太·德雷·史特雷，意思是星星的風太，又稱「星星王子」、「排名風太」。持有一本很大的排名書，和排名星通訊後會記錄下來，而且一定要當下記下來，不然會忘掉，在排名時身邊的事物會成無重力狀態；有很準確的排位能力，可是下雨會影響排名的準確性。因為排名結果非常準確而被黑手黨盯上，來到日本向「最沒有野心的黑手黨首領」排名第一的阿綱尋求庇護。因阿綱令自己從未出過錯的排名能力首次出錯，決定跟在他身邊以受到「更多感動」，目前住在阿綱家中。
黑曜篇，因為排名的能力而被綁架至黑曜中學，面對骸的訊問遵守保持沉默原則而不肯供出，之後被骸控制。後來在阿綱的幫助下脫離了骸的控制，但卻失去了排名的能力；從10年後在基地裡感覺到外面下雨來看，該能力似乎依然存在。未來篇，從事著彭哥列組織的相關工作，在現代的阿綱等人來到未來世界的時候依10年後阿綱的吩咐與碧洋琪一起去收集情報。
黑川花
配音：大谷美貴（日本）；林美秀（台灣）；郭碧珍、林小寶（十年後）→鄭佩嘉（第三季）（香港）
年齡：14歲／生日：4月20日／星座：白羊座／出生地：日本／血型：A／身高：158cm／體重：48kg。
阿綱同學、京子朋友。容貌和性格都像大人。非常討厭小孩，一看到小孩全身就會長蕁痲疹，愛好類型是年長的男性。偶然之下看見十年後的藍波便一直對他念念不忘。
未來篇，10年後仍住在並盛町，留著短髮，在米爾菲歐雷家族的狩獵對象之外，曾經在京子離開彭哥列日本基地時，救過她一命。隸屬於並盛中財團的一員，雲雀的鳥發出SOS訊號也是她提議的。在黑川花的房間也曾發現一張與某人的合照，在十年後了平房間也有發現一張十年後的了平與某人的合照，疑似了平與黑川正在交往。
山本剛
配音：松山鷹志（日本）；（台灣）；李建良（香港）
年齡：42歲／生日：4月1日／星座：白羊座／出生地：日本／血型：O／身高：178cm／體重：68kg。
經營壽司店「竹壽司」的山本父親，有著坦率的性格。乍看之下只是普通的廚師，事實上是殺人劍術『時雨蒼燕流』的繼承者，過去有很多謎。未來篇，因米爾菲歐雷家族的彭哥列獵殺行動而死亡。
草壁哲矢
配音：高木俊（日本）；黃天佑（ep.20）→何志威（ep.72起）（台灣）；黎景全→？（香港）
年齡：15歲／生日：11月9日／星座：天蠍座／出生地：日本／血型：O／身高：181cm／體重：75kg。
並盛中學風紀委員會副委員長，雲雀恭彌的秘書，稱呼雲雀為「恭先生」，雲雀則稱其為「哲」。和羅馬利歐是酒友。嘴中總是叼著根葉子，特徵為明顯的飛機頭髮型（除了委員長雲雀以外，風紀委員會成員髮型都跟他一樣）。
黑曜篇，被骸等人襲擊負傷入院。未來篇，雲雀利用原並盛中學風紀委員會組成財團進行對世界不可思議的事的研究，而他仍為雲雀助手，瞭解彭哥列家族內部詳情。容貌沒有多大變化，嘴裡依舊叼著葉子，說話使用敬語，帶著藍波、一平及庫洛姆潛入梅洛尼基地支援眾人。
持田劍介
配音：飯田利信（日本）；（台灣）；陳旭恆（香港）
年齡：15歲／生日：3月13日／星座：雙魚座／出生地：日本／血型：O／身高：169cm／體重：60kg。
阿綱的學長，也是劍道社主將，曾奪得縣大賽冠軍。喜歡京子，為人相當卑鄙，以阿綱嚇到京子為藉口向阿綱挑戰，並以和京子交往為獎品，成為阿綱最初使用死氣彈對決的對象，最後因頭髮被拔光而慘敗。黑曜篇，被骸等人襲擊，並且拔掉牙齒。未來篇，因米爾菲歐雷家族的彭哥列獵殺行動而失蹤。
川平大叔
配音：松風雅也（日本）；黃天佑（台灣）
10年後一平常外送拉麵的客人，3年前老闆過世後接手經營川平不動產。波動屬性為「霧」，擁有地獄戒指『氣息』。不喜歡拉麵糊掉，有些囉嗦。喜歡醬油拉麵，好像也很喜歡素面，兩天就要叫一次，也喜歡味噌拉麵，三天叫一次，四天叫一次冷面。結了四次婚，有一個女兒。知道阿綱等人的事，在阿綱等人抵達時主動招呼他們進店裡躲藏，用帶有殺氣的幻術將石榴引開，之後以出門旅行為由將店交給阿綱等人。剛走沒多久店就遭到桔梗和風鈴草攻擊全毀，但由於幻術作用，事發當時附近沒有任何人。
以伽卡菲斯身份再次登場，並揭開了偽裝。據百慕達口述其真實目的其實是消減現任彩虹之子，對綱吉等人施加詛咒，變成次任彩虹之子。真正的實力在阿綱之上，放出了死氣之炎證明自己超出阿綱等人數十倍的死氣之炎，正如自己呼吸一般的簡單。被評價為外星人時，口述自己是個純種的地球人，年齡很大，不知道多少歲，純種的地球人只有伽卡菲斯與尤尼兩人，後揭露其真實身份是世界的創造者（詞語可能使用不當），與尤尼的祖先是同一族人，在很多年以前有他們這一族點燃火炎來維持世界的穩定。後由於族人不斷減少，剩下的人的力量不足以點燃火炎，隨將點燃火炎的任務分為三部分，及彭格列戒指（由彭格列掌管），彩虹之子的奶嘴（由彩虹之子掌管），瑪雷戒指（由尤尼的祖先創造的家族掌管）。 而彩虹代理戰的目的確實是為了消滅現任彩虹之子，後將獲勝的那一個隊伍變成彩虹之子，理由是為了能夠順利點燃火炎，維護世界的穩定（因為隨著彩虹之子的老化，他們的身體不能承受住奶嘴的詛咒）。是彩虹代理戰的監督者。據他本人說，未來篇中，之所以出現，是為了保護彭格列戒指（及世界的組成），當引開石榴後的不告而別是因為發現尤尼有犧牲自己而換取彩虹之子復活的決心。

## 阿爾柯巴雷諾（Arcobaleno）
「Arcobaleno」指義大利語中彩虹，在黑手黨之中代表的是7名最強的嬰兒，別名「被詛咒的嬰兒」，又稱「彩虹之子」或「阿爾柯巴雷諾」。成為阿爾柯巴雷諾之前的七人原本都是成人的模樣，但因在命運之日時受到了詛咒，使得外表變成了嬰兒，目的為即使變成嬰兒也有戰鬥能力保護奶嘴所以都是由格子臉挑選當代各領域最強的人使他們成為奶嘴的人柱持續點燃死氣之火來維持世界的平衡穩定。除了天空的奶嘴初代擁有者露琪似乎是自願接受詛咒成為嬰兒，其餘都是非常不情願，因為她與格子臉迦卡菲斯都是同族，有著守護世界基石的使命。
據說天空阿爾柯巴雷諾擁有讓假死狀態的阿爾柯巴雷諾復活的力量，但其代價是自身的生命。在阿爾柯巴雷諾的詛咒篇中，得知除了天空的阿爾柯巴雷諾外的其餘6人的詛咒是外表變成了嬰兒，而天空的阿爾柯巴雷諾的詛咒則是短命。
十年後七名阿爾柯巴雷諾之中已知有六名死亡（里包恩、威爾帝、可樂尼洛、毒蛇、史卡魯、露琪），風也下落不明，其中，露琪在很久以前就已經過世了，據拉爾所言，歷代阿爾柯巴雷諾的天空首領都很短命，連其後代也逃不過早逝的命運。
- 其隱含的意義是「彩虹忽隱忽現稍縱則逝」，「虹」是不停留在任何地方，不是像另外那兩者一樣的線性，而是做為點的存在。即是以人柱的形式連續下去。
- 阿爾柯巴雷諾其實只是迦卡菲斯出於維持世界平衡的無奈下的犧牲品，守護被詛咒的的寶物－奶嘴。
- 以命運之日及代理人戰爭兩種方式選出7名最強的人作為祭品（阿爾柯巴雷諾）。
- 復仇者也曾是前幾任阿爾柯巴雷諾，為向迦卡菲斯復仇而苟延殘喘至今。

里包恩（Reborn）
配音：NEEKO／成田劍【大人】（日本）；林美秀／【大人】（台灣）；林小寶→鄭佩嘉（第三季）／黎景全→陳旭恆（第三季）【大人】（香港）
年齡：不詳（變成嬰兒狀態至少50年）／生日：10月13日／星座：天秤座／身高：38cm／體重：3.7kg。
「晴」屬性的阿爾柯巴雷諾，持有「黃色」的奶嘴。被稱為傳說中最厲害的殺手，受彭哥列第九代寵愛，受第九代之託前往日本並成為阿綱的家庭教師。寵物叫做列恩（變色龍）。武器為捷克製CZ-75手槍。喜歡濃縮咖啡、彭哥列式義大利麵、阿綱母親做的料理。興趣是睡午覺、訓練阿綱、保養武器。
作為家喻戶曉的殺手，里包恩也曾指導過許多學生，例如：加百羅涅家族現任首領迪諾，以及「星星王子」風太。里包恩自義大利遠赴日本，乃奉彭哥列第九代首領之命，訓練個性內向，學業與運動都不如人的澤田綱吉成為適任的下任首領，並為其尋找可信任的守護者。愛用的武器是捷克製的CZ-75手槍，在故事前期常用此向阿綱發射「死氣彈」——一種命中頭部時，會拚死完成臨終前後悔沒做的事的特殊子彈，藉此訓練阿綱，動畫中則是由寵物「列恩」所變成。
每當有黑手黨成員出現時，里包恩總能好整以暇的應對，因為其早已藉由昆蟲所蒐集情報得知成員行蹤。昆蟲貼在里包恩臉部即可傳遞情報，縱使阿綱多次詢問其是否能理解「蟲語」，里包恩從未正面回應。隨著季節交替，蒐集情報的昆蟲也會有所不同，其中夏季時的屬下為獨角仙；秋季時的屬下為蜻蜓；冬季則是幼蟲。
里包恩的外表與嬰兒無異，身上掛有一黃色奶嘴，因此常被人當成普通小孩，小春更曾以為是阿綱給里包恩不良示範，使其嘴上成天掛著黑手黨云云，孰不知此與實情相反。平日多半以黑色紳士帽及全套黑色西裝現身，並將寵物列恩（變色龍）放在帽簷上，但也經常配合環境更換造型作偽裝。出場時大部分都會講｢CIAOS｣(義大利文的你好)。身體變成嬰兒之前出場都會講｢CHAOS｣（義大利文的混沌）。
在命運之日受到了詛咒成為阿爾柯巴雷諾，使得七人外表變成有如嬰兒般。在十年後，里包恩為六名確認已死亡的其中一人。
露琪（Luce）
配音：湯屋敦子（日本）；林美秀（台灣）；馬慧琪（香港）
「天空」屬性的阿爾柯巴雷諾，持有「橙色」的奶嘴。阿爾柯巴雷諾中擁有「預言」能力的巫女。艾莉亞的母親，優尼的祖母。根據里包恩的說法，天空阿爾柯巴雷諾在很久以前就已經空缺了，所以橙色奶嘴就由艾莉雅繼承，艾莉雅死後奶嘴就由優尼繼承。寵物是松鼠科茲莫。
阿爾柯巴雷諾篇，是由他的女兒艾莉雅替他完成第五試煉，測試阿綱對家族成員的包容力，參加者僅有阿綱一人。以「陪艾莉雅、京子和小春（還有庫洛姆）逛街然後被差遣」作試煉題目，中途威爾帝派人攻擊阿綱和艾莉亞。
阿爾柯巴雷諾的詛咒篇，他的女兒艾莉雅預言代理人戰爭即將開始，並把天空奶嘴和其權益轉讓給他的女兒優尼，同時優尼找白蘭、γ和真六弔花為代理人，並提出跟阿綱和里包恩為同盟的要求。根據白蘭的說法，天空阿爾柯巴雷諾的詛咒是露琪、艾莉雅和優尼之間代代相傳的短命。
風（Fon）
配音：近藤隆（日本）；黃天佑（台灣）；黎景全（香港）
年齡：不詳（變成嬰兒狀態至少50年）。
「嵐」屬性的阿爾柯巴雷諾，持有「紅色」的奶嘴。一平在香港的師父，和里包恩是舊識。有著和雲雀相似的瀏海和眼睛，穿著功夫裝，繫著辮子。幼兒體型，胸前掛著紅色奶嘴。10年後在一平引退時封印了她的筒子定時炸彈。是一個武術高手，他的實力讓他連續三年在中國武術大賽上取得優勝。招式除了「餃子拳」外，另還精通107種必殺拳法。寵物是一隻名叫「里奇」的猴子。
未來篇，十年後的他下落不明（生死不詳），所擁有的紅色奶嘴已落入白蘭手中，選擇遊戲後奶嘴被優尼帶走並投靠阿綱。動畫目標147集前出現時都是以身穿大衣、戴著黑眼鏡、在路邊賣包子的攤販老闆現身。
阿爾柯巴雷諾篇，必殺技為「爆龍拳」。給予第四試煉的阿爾柯巴雷諾，測試阿綱對家族成員的領導力，要求阿綱抓住他為合格。接受試煉的是阿綱、小春、雲雀（似乎不知道事情的發生）、藍波和一平（不敢露面）。然而阿綱的計劃差不多成功的那一刻，雲雀卻走出來審問他導致風逃脫。最後一平為了讓阿綱他們合格而幫忙抓住風。
阿爾柯巴雷諾的詛咒篇，在代理人戰爭中，以雲雀恭彌為代理人。
毒蛇（Viper）
配音：宍戶留美（日本）；楊凱凱（台灣）；林小寶→鄭佩嘉（第三季）（香港）
「霧」屬性的阿爾柯巴雷諾，持有「靛色」的奶嘴。後來改名「瑪門」，擔任瓦利亞幹部。
史卡魯（Skull）
配音：柳原哲也（日本）；楊凱凱（台灣）；陳旭恆（香港）
年齡：不詳（變成嬰兒狀態至少50年）／生日：8月8日／星座：獅子座／身高：38cm／體重：4kg。
「雲」屬性的阿爾柯巴雷諾，持有「紫色」的奶嘴。卡魯卡沙家族的軍師，戴著安全帽，底下的臉化了大濃妝。原本是一個超一流的替身演員，甚至有著「被死神嫌棄的男人」、「不死之身史卡魯」等美譽。但對里包恩來說只是跑腿的小弟，也是阿爾柯巴雷諾中最弱的一個。不擅長算數。操縱一隻鐵甲章魚。
未來篇，十年後他所擁有的紫色橡皮奶嘴已落入白蘭手中，據拉爾·米爾奇所說，他也被殺了，選擇遊戲後奶嘴被優尼帶走並投靠阿綱。
阿爾柯巴雷諾篇，必殺技為「鋼鐵肌肉體格」（Armado Muscle Body）。給予第二試煉的阿爾柯巴雷諾，測試阿綱對家族成員的魅力。找瑪門幫忙找雲雀和骸去打阿綱，沒想到他們一見到對方就打了起來，最後被阿綱的X BURNER打敗還被里包恩和可樂尼洛打得遍體鱗傷。接受試煉的是阿綱、雲雀和六道骸。
阿爾柯巴雷諾詛咒篇，在代理人戰爭中，以西蒙家族為代理人，但因為艾德海蒂以「沒時間管小鬼」為理由而拒絕，所以只有炎真為代理人。但經過炎真與瓦利亞一戰後，炎真傷痕累累，最後艾德海蒂還是答應讓西蒙家族成為史卡魯的代理人。但之後其隊伍被全滅，手錶也被擁有透明奶嘴的第八名彩虹之子和復仇者奪去。
名字意思是骷髏。
威爾帝（Verde）
配音：河野匡泰（日本）；（台灣）；李建良（香港）
年齡：不詳（變成嬰兒狀態至少50年）。
「雷」屬性的阿爾柯巴雷諾，持有「綠色」的奶嘴。是黑手黨界三大科學家之一，進行光學迷彩的研究。。和同一祕密結社的夥伴伊諾成堤和肯尼希發明了「匣子」，後來和伊諾成堤因不明原因橫死。寵物是一隻名叫「CAIMAN」的鱷魚。
未來篇，在十年後的世界，阿綱打敗白蘭後，為阿綱和守護者們打造動物戒指，並和入江一起將他們送回十年前。持有的雷之奶嘴目前已落入白蘭手中，選擇遊戲後奶嘴被優尼帶走並投靠阿綱。
阿爾柯巴雷諾篇，必殺技為「天怒神雷」（Electrico Thunder）。原先應為給予最後試煉的阿爾柯巴雷諾，測試阿綱的直感力。可是他為了研究決心要搶得彭哥列戒指，並違反了阿爾柯巴雷諾的規定，不能再稱得上為試煉，因此使其他阿爾柯巴雷諾也加入戰鬥。然而所有阿爾柯巴雷諾齊集時，他使用了在某個實驗中發現的與73射線類似的物質來對付其他的阿爾柯巴雷諾，並把他們作為人質，要求阿綱等人用彭哥列戒指交換。在此之前，曾委託毒蛇幫忙測試初匣兵器，而在天空阿爾柯巴雷諾的試煉時，派了一群殺手襲擊阿綱等人。
阿爾柯巴雷諾的詛咒篇，在代理人戰爭中，以六道骸一夥為代理人，成員為六道骸、柿本千種、城島犬和M·M。
名字的由來是義大利語的「綠色（verde）」。
可樂尼洛（Colonnello）
配音：中村太亮（日本）；何志威（台灣）；陳振聲（香港）
年齡：不詳（變成嬰兒狀態至少50年）／生日：7月7日／星座：巨蟹座／身高：41cm／體重：4kg／血型：O型／出生地：義大利。
「雨」屬性的阿爾柯巴雷諾，持有「藍色」的奶嘴。平时穿著迷彩服，武器是反坦克步槍。金髮藍眼，爲黑手黨幕後樂園的負責人，曾經是義大利海軍潛水奇襲部隊「COMSUBIN」所屬的軍人。寵物是一隻名叫「法爾克」的鷹，由法爾克抓住他的頭移動。口頭禪是在語尾加上「喂」。在還沒成為阿爾柯巴雷諾之前曾受到拉爾·米爾奇的指導，兩人是男女朋友。在詛咒解除後即將結婚，不過因為吵架所以婚禮無限延期了。
瓦利亞篇，於戒指爭奪戰前指導笹川了平，並教會他讓自己的細胞放鬆和絕技「極限太陽」。其後也有在其他的戒指爭奪戰中觀戰。
未來篇，在與米爾菲歐雷的作戰中，為了掩護毒蛇（瑪蒙）而死。他的雨之奶嘴保存在拉爾·米爾奇手中，入侵米爾菲歐雷日本支部時則由里包恩代为保管。
阿爾柯巴雷諾篇，擅長使用狙擊步槍及重武器，而且擅長空手道和桑搏。必殺技為「極限爆發」（Maximum Burst）。給予第一試煉的阿爾柯巴雷諾，測試阿綱和獄寺的戰鬥力，但玩得太過份，被阿綱的X BURNER打敗，之後拉爾·米爾奇嚴厲地處罰。接受試煉的有阿綱和獄寺。
阿爾柯巴雷諾的詛咒篇，在代理人戰爭中，以彭哥列門外顧問為代理人，成員為澤田家光、巴吉爾、拉爾·米爾奇、歐蕾加諾和塔梅里克。因為在成為阿爾柯巴雷諾的那一天，他代替拉爾成為阿爾柯巴雷諾，反而讓拉爾受到不完全的詛咒，所以一開始打算說如果在代理人戰爭中取得勝利的話，把他自己的權益轉讓給拉爾，他和家光把這個打算先保密而不讓拉爾知道。與里包恩組為同盟。戰鬥開始後，家光要求阿綱跟白蘭解除同盟，但於漫畫第368話阿綱決定繼續與白蘭同盟，於是暫時解除了詛咒的可樂尼洛向阿綱發射「極限來福」，但白蘭卻突然跑到阿綱面前保護他。並於漫畫第407話同拉爾米爾奇結為夫妻。
拉爾·米爾奇（Lal Mirch）
配音：鈴木真仁（日本）；楊凱凱（台灣）；郭碧珍（香港）
半成品的阿爾柯巴雷諾，持有「混濁色」的奶嘴。後來擔任彭哥列家族門外顧問組織成員。
百慕達·馮·維肯修坦（Bermuda von Veckenschtein）
「夜」屬性的阿爾柯巴雷諾，持有「透明色」的奶嘴。

### 阿爾柯巴雷諾相關者
伽卡菲斯（Checker Face）
戴著鐵帽子的神祕男子，同時是彩虹的詛咒之代理人戰爭的總策劃人。透過夢境與所有的阿爾柯巴雷諾聯繫，詢問他們是否要解除詛咒並提出代理人戰爭的方案，在離去之前還跟他們說他會為準備「令人懷念的禮物」。真實身份其實是川平大叔。
尾道
伽卡菲斯的部下，負責傳達代理人戰爭規則並交付手錶給所有的阿爾柯巴雷諾和其代理人的人。因為他的記性不好，所以一些規則都記載手上，再加上他有一直愛笑的壞習慣，所以讓阿綱、迪諾和瓦利亞覺得是他是個奇怪的傢伙。

## 黑手黨

### 彭哥列家族（Vongola Family）
前身為一支位於義大利西西里島為保護居民而成立的自衛團。後來隨著時代變遷，逐漸成為一個深具傳統且擁有龐大規模及資產的組織，同時也是義大利公認勢力最大的黑手黨。彭哥列創立至今已擁十位首領，每位首領在正式繼承前都得找到屬於自己的家族核心成員，即六名分別擁有「嵐」、「雨」、「晴」、「雲」、「霧」、「雷」屬性的守護者。除此之外，還擁有暗殺部隊瓦利亞（Varia）與門外顧問（CEDEF）。彭哥列在義大利語的意思為貝殼。

#### 歷代首領
彭哥列一世（Vongola Primo）
配音：浪川大輔（日本）；何志威（ep.87）→黃天佑（ep.178起）（台灣）；陳振聲（香港）
本名是「喬特」（ジョット，Giotto），波動屬性為「天空」。有著和阿綱相似的臉，頭髮顏色為金色。和阿綱一樣用手套當武器（手背上的圖樣是I）。很早就引退到日本，改名為「澤田家康」，成為澤田家光的祖先，是阿綱的曾曾曾祖父。能自如地運用「死氣的零地點突破」，被認為是歷代最強的首領。
家族的成員有「國王」、「軍人」、「對手黑手黨」、「宗教家」等各式各樣的人物，只要是他看上的人就邀請其加入家族。象徵物為將一切浸染吞沒、包容的「天空斗篷」。將全身火焰集中在右手時，右手的手套會變形成「守護拳套」。
未來篇，阿綱接受彭哥列試煉說出自己的想法時連同歷代首領出現，將阿綱的X手套升級成Ver.V.R。初代家族篇，聽見優尼的請求而出現，給予阿綱等人試煉。與斯佩德戰鬥後出現。由於阿綱表現出重視家族成員的決心而直接判定合格。未來決戰篇，在阿綱與白蘭戰鬥表現出覺悟時再次出現，解除了彭哥列戒指的封印。
繼承式篇，與初代西蒙首領在復仇者處訂下協約，並託付七把傳導記憶的「鑰匙」。與初代西蒙首領交情匪淺。知道斯佩德的陰謀但沒有拆穿，私底下派5名守護者到西蒙的戰線去搭救西蒙成員。在島上戰鬥中，依靠復仇者的給出記憶從而得知了這是初代霧守所計劃的謀策，也得知了初代彭格列早已識破初代霧守的野心，拯救了初代西蒙。為了不讓初代霧守再次對初代西蒙下手，而隱瞞了這一事實，阿綱與炎真這兩個第十代首領繼承人也因此和好如初。
彭哥列二世（Vongola Secondo）
配音：岡部涼音（日本）；何志威（台灣）；陳旭恆（香港）
本名為「Sivnora」。唯一不拿武器空手戰鬥的首領，情緒激動時可使用比初代更強的光球火焰「憤怒之炎」。
被喻爲以「恐怖」來統治黑手黨的傳說中的男人，傳言中從彭哥列一世手中奪走首領寶座，而初代為了避免與二代起衝突而隱退並移居至日本。
彭哥列三世（Vongola Terzo）
髮型非常古怪的光頭男子。武器是小刀，屬於匕首的一種。
彭哥列四世（Vongola Quarto）
配音：根本正勝（日本）；黃天佑（台灣）
留著鬍鬚的嚴肅中年男子。武器是餐叉，其形狀大小有些類似於餐叉。
彭哥列五世（Vongola Quinto）
配音：松本忍（日本）；何志威（台灣）
額頭上有紅色的類似鳥的印記年輕男子。武器是手刺jur（一種和Katar相似，產於中東和近東的刀劍）。
彭哥列六世（Vongola Sesto）
本名為「Simora」（シモーラ）。戴著單片眼鏡的年老男子。武器是迴旋鏢。
彭哥列七世（Vongola Settimo）
本名為「Fabio」（ファビオ）。戴高禮帽、穿著燕尾服紳士男子。歷代火焰最弱的首領，但利用可將火焰壓縮並發射的手槍，使其得到歷代首領中數一數二的攻擊力。
彭哥列八世（Vongola Ottavo）
本名為「Daniela」（ダニエラ）。彭哥列七世的女兒，歷代首領中唯一的女性首領。特徵為黑髮，臉上有著美麗的鳶尾花的刺青女子。武器是弩。
彭哥列九世（Vongola Nono）
配音：屋良有作（日本）；何志威（ep.21、40）→于正昌（ep.50起）（台灣）；黎景全→李建良（香港）
年齡：70歲／星座：白羊座／身高：167cm／血型：A／生日：4月17日／體重：60kg。
本名「Timoteo」（ティモッテオ）。彭哥列八世的兒子，歷代首領中典型的穩健派。外表就像是位溫和的老者男子。武器為手杖。
八年前由於養子XANXUS發動政變而將其以「死氣零地點突破」封印。利用微弱的死氣之火，授予阿綱彭哥列的奧義。
彭哥列十世（Vongola Decimo）
本名「澤田綱吉」。一世的後裔，不僅長相和一世相似，連武器也一樣是手套。厭惡無謂的紛爭，總是緊鎖眉頭，宛如祈禱般揮動雙拳，為守護他人而戰的青年。

#### 歷代守護者

##### 初代家族守護者
G
配音：增田裕生（日本）；（台灣）
初代嵐之守護者。初代首領的兒時玩伴兼左右手。有著和獄寺相似的臉，頭髮顏色為紅色，臉部有刺青。波動屬性為「嵐」。
和初代首領一同創立了彭哥列，自己也創立了警衛隊。原本慣用武器為手槍，而在受初代首領強烈的肯定下接收他所製造的武器弓箭，從未輸過任何一場戰鬥。武器是被歌頌為狂野地猛吹著疾風的「G的弓箭」。有時稱呼Giotto為Primo。與十代的嵐守獄寺隼人相比穩重可靠（似乎是因為年齡的增長而變得更為成熟的緣故，Giotto在嵐之試煉結束後曾表示獄寺和年輕時的G很像）。
初代家族篇，請風支開獄寺並偽裝成獄寺的樣子跟在阿綱身邊一天，讓阿綱見識到與獄寺完全不同的處事方式，並問他比較喜歡被哪種方式幫助。最後阿綱還是選擇獄寺而判定獄寺合格。
未來決戰篇，在阿綱與白蘭戰鬥表現出覺悟時出現，同意彭哥列一世解除彭哥列戒指的封印。
繼承式篇，依照彭哥列一世私下吩咐秘密前往西蒙戰線搭救初代西蒙首領和其成員。與Giotto、西蒙初代首領三人間有著友好的羈絆。
朝利雨月
配音：山本匠馬（日本）；黃天佑（台灣）
初代雨之守護者。日本人。和初代首領是異國的朋友。外型為身著烏紗帽和狩衣的公家，有著和山本相似的臉。波動屬性為「雨」。
作為劍士的實力可謂天下無雙，但他最愛的卻是音樂，而沒有屬於自己的一把劍。但當知道初代首領有難時，毫不猶豫賣掉比自己的生命更重要的樂器換得武器及旅費前去救援。而以樂器換來的一把長刀和三把短刀正是日後被歌頌為洗淨萬物的恩惠之陣雨的「變則四刀」。
初代家族篇，第一天試煉時，甚麼都沒說但山本卻主動攻擊，不得以只好與山本對戰。而最終判定不合格，約好隔天再進行第二次試煉。第二天也是甚麼都沒說但是山本又主動攻擊。但最後由於山本沒有趁他露出破綻時攻擊而判定合格。
未來決戰篇，在阿綱與白蘭戰鬥表現出覺悟時出現，同意彭哥列一世解除彭哥列戒指的封印。
繼承式篇，依照彭哥列一世私下吩咐秘密前往西蒙戰線搭救初代西蒙首領和其成員。
納克爾（Knuckle）
配音：木內秀信（日本）；何志威（台灣）
初代晴之守護者。戰無不勝的拳擊家，有著和了平相似的臉，頭髮顏色為黑色。波動屬性為「晴」。相傳能使用以拳勁隔空傷敵的燦爛拳技。由於力量太強大，打死了對手，自此封印拳頭當上神父，不再踏足拳擊場。只有一次家族遇上危機，自己定下3分鐘的時間限制，用拳頭守護了家族。武器是被歌頌明亮照耀天空的太陽的雙拳「極限爆發（Maximum Break）」。口頭禪是「究極」。
初代家族篇，了平和雲雀聯手擊退史卡魯後和阿諾德一起現身，直接判定了平合格。
未來決戰篇，在阿綱與白蘭戰鬥表現出覺悟時出現，同意彭哥列一世解除彭哥列戒指的封印。
繼承式篇，依照彭哥列一世私下吩咐秘密前往西蒙戰線搭救初代西蒙首領和其成員。
阿諾德（Alaudi）
配音：近藤隆（日本）；黃天佑（台灣）
初代雲之守護者。某國秘密諜報部首席。有著和雲雀相似的臉，頭髮顏色為淺金色。波動屬性為「雲」。不迎合任何人喜好，獨來獨往，從不跟家族裡的人統一步伐。但是當初代首領的正義和自己的正義一致時，據說比任何人都要擊倒更多敵人，也比任何人都要對同伴溫柔。武器是被歌頌為不被任何事物束縛，被傳頌為貫徹己道的浮雲的手銬。是6位守護者中最強的，也是初代的門外顧問（門外顧問創立者）。
初代家族篇，要求雲雀在一天之內用行動證實自己在家族中的價值，由於無意和雲雀交手使得雲雀興趣缺缺。雲雀和了平聯手打退史卡魯後和納克爾一起出現，以雲雀以自己的立場保護家族判定合格。
未來決戰篇，在阿綱與白蘭戰鬥表現出覺悟時出現，同意彭哥列一世解除彭哥列戒指的封印。
繼承式篇，依照彭哥列一世私下吩咐秘密前往西蒙戰線搭救初代西蒙首領和其成員。
藍寶（Ranpou）
配音：津田健次郎（日本）；何志威（台灣）
初代雷之守護者。是某個大地主的兒子。有著和十年後藍波相似的臉，頭髮顏色為綠色。波動屬性為「雷」。任性不懂事，是個膽小鬼，但初代首領總是讓他在戰場上擔任前鋒。武器是被歌頌為隱藏著強烈一擊的雷電的「藍寶之盾」。
初代家族篇，試煉的內容是要藍波隔天在遊樂園集滿三個戳章到城堡見他。因為威爾帝妨礙使得戳章沒有收齊（最後一個蓋在藍波的屁股上），但由於藍波保護了城堡，所以最後判定合格。
未來決戰篇，在阿綱與白蘭戰鬥表現出覺悟時出現，同意彭哥列一世解除彭哥列戒指的封印。
繼承式篇，依照彭哥列一世私下吩咐秘密前往西蒙戰線搭救初代西蒙首領和其成員。
D·斯佩德（Demon Spade）
配音：高坂篤志（日本）；（台灣）
初代霧之守護者，被視為背叛者(因為其要求彭哥列一世交出首領位置之舉)，有著和六道骸相似的臉，同時為第二代霧之守護者。波動屬性為 「霧」和「沙」，是一名術士。口頭禪是「嗯」。武器為手杖和被歌頌為無法捕捉實體的幻影的「D·斯佩德的魔透鏡」，據說被他透過魔透鏡瞪視的人會被詛咒，第二天屍體就會浮在海面上。名字Demon在義大利文意思為惡魔，斯佩德則是代表死亡的黑桃。
出身是貴族，抱有著「對已經墮落了的貴族感到討厭，覺得沒有地位但是優秀的人才應該站在社會的中心」的想法，和與之有同感的公爵之女艾琳娜相戀。在艾琳娜的介紹下與Giotto相識並加入彭哥列成為初代霧之守護者。之後因對彭哥列的發展而與Giotto意見分歧，更因為沒有勸說成功Giotto而導致艾琳娜的身亡，進而發誓要不惜一切代價打造出“只是聽到名字就會聞風喪膽”的彭哥列，痛恨弱小的彭哥列，想讓彭哥列變成“小孩子聽到都會馬上閉嘴的程度”。因為要求一世讓位而被視為叛徒，但實際上比任何人都更重視家族。
初代家族篇，控制庫洛姆的精神使她作出反常的表現，並把她和京子、小春、一平、優尼困在結界中消耗裡面的氧氣。用幻覺製造出與阿綱等人外觀相同的分身分別進行戰鬥想迫使他們丟下無用的同伴，但幻覺空間被隨後趕往的六道骸破壞而與阿綱正面對峙。自稱是自己請彭哥列一世交出首領位置。與骸交談後在彭哥列一世命令下判定試煉合格。
在未來決戰篇，阿綱與白蘭戰鬥表現出覺悟時出現，同意彭哥列一世解除彭哥列戒指的封印。
繼承式篇，利用加藤居裡煽動古里炎真摧毀現在的彭哥列家族，並綁架庫洛姆來奪取骸的身體，最後被阿綱與炎真合作擊倒。

##### 九代家族守護者
柯約戴·奴賈（Coyote Nougat）
九代嵐之守護者。左手臂為義肢的長髮初老齡男子。與九代首領一起來到日本。繼承式當天與六名守護者展開圓陣防禦保護阿綱。在西蒙家族離場後前往跟蹤，卻被發現而慘遭毒手。名字的意義是英語的土狼「Coyote」加上牛軋糖「Nougat」。
布拉班達·修尼挺（Brabanters Schnitten）
九代雨之守護者。臉上有許多刀疤。與九代首領一起來到日本。繼承式當天與六名守護者展開圓陣防禦保護阿綱。名字的意義是英語的改良小型鬥牛犬「Brabanter」加上德語的割傷「Schnitte」。
維斯康提（Visconti）
九代雲之守護者。留著絡腮鬍。繼承式當天與六名守護者展開圓陣防禦保護阿綱。隔天隨同九代首領前往西蒙家族聖地。名字來源可能是一家義大利自來水筆(fountain pen)公司"Visconti"。與九代首領一起來到日本。
克羅肯·布許（Croquant Bouche）
九代霧之守護者。黑種人。與九代首領一起來到日本。繼承式當天與六名守護者展開圓陣防禦保護阿綱。隔天隨同九代首領前往西蒙家族聖地。名字的由來是法式手工餅乾。
賈納許·Ⅲ（Ganache III）
九代雷之守護者。特徵是挑染髮型，與九代首領一起來到日本。繼承式當天與六名守護者展開圓陣防禦保護阿綱。發現存放「罪過」的房間內有人而掏出槍，槍卻被不明力量解體並遭到攻擊而束手無策。名字的意義是法語的巧克力奶油「Ganache」。
尼·布拉烏Jr.（Nie Brow Jr）
九代晴之守護者。臉上有壁虎刺青。與九代首領一起來到日本。繼承式當天與六名守護者展開圓陣防禦保護阿綱。隔天隨同九代首領前往西蒙家族聖地。

#### 門外顧問組織（CEDEF）
成員近千人的諜報組織，隸屬於彭哥列家族。初代門外顧問為第一代雲之守護者，爾後在第二代彭哥列時為了分散首領權利，才成立了組織至今。目前由阿綱的父親「澤田家光」擔任首領一職。正式名稱是「Consulenza Esterna Della Famiglia」。
澤田家光
配音：岩崎征實（日本）；黃天佑（台灣）；陳旭恆、陳振聲（代配）（香港）
年齡：38歲／血型：A／身高：189cm／出生地：日本／生日：6月15日／星座：双子座／體重：85kg。
彭哥列一世玄孫，屬性是大空，混有意大利血統。阿綱失蹤已久的父親，個性浪漫豪放。座右铭是「現場主義」。目前是彭哥列門外顧問，負責與九代首領聯絡，在彭哥列中地位僅次於首領，但在緊急情況下其權限等同首領。曾被稱作「彭哥列的年輕獅子」（ボンゴレの若獅子），部下都仰慕他。兩年前以出門開採石油的理由出門（但寄回家的明信片背景卻是南極）。
瓦利亞篇，因為戒指事件突然回日本讓阿綱覺得很驚訝。未來篇，在米爾菲歐雷家族的彭哥列獵殺行動展開時與妻子奈奈出發至義大利旅行，目前情況不明。
繼承式篇，據加藤居里所說，是殺害炎真全家的凶手。7年前的血洪水事件中搜查得知襲擊各同盟家族首領宅邸的槍枝為古里真（炎真的父親）所持，之後12名部下在電梯中被殺害，在凶案現場發現作案用槍之後便不知去向。當天晚上炎真家遭到襲擊，事後家光否認殺害炎真一家，在九代首領沒有深究的情況下成為一宗懸案。但最後證實了炎真一家是被D·斯佩德用幻術偽裝成家光所殺害的。
阿爾柯巴雷諾的詛咒篇，在代理人戰爭中，以可樂尼洛代理人首領的身分，帶著其他成員有巴吉爾、拉爾·米爾奇、歐蕾加諾和塔梅里克住在阿綱家。阿綱對於家光參戰一事感到驚訝。其後家光邀請里包恩結為同盟。戰鬥開始後，家光要求阿綱跟白蘭解除同盟，但由於阿綱決定繼續與白蘭同盟，於是暫時解除了詛咒的可樂尼洛向阿綱發射「極限來福」，但白蘭卻突然跑到阿綱面前保護他。
拉爾·米爾奇（Lal Mirch）
配音：鈴木真仁（日本）；楊凱凱（台灣）；郭碧珍（香港）
年齡：19歲（變成嬰兒狀態至少50年）／生日：2月20日／星座：雙魚座／身高：40cm／體重：4kg／血型：O型／出生地：義大利。
半成品的阿爾柯巴雷諾，持有「混濁色」的奶嘴（發揮力量時會變成「藍色」），原為「雨」屬性的阿爾柯巴雷諾。在當義大利海軍特殊部隊COMSUBIN的教官時，將可樂尼洛培養成可以獨當一面的人材，同時對可樂尼洛抱有特殊情感。武器是霰彈槍。第一人稱使用等男性用語，實際上是個女性。
在命運之日時，被可樂尼洛頂替她成為阿爾柯巴雷諾，但是自己還是受到詛咒侵蝕，持有「混濁色」奶嘴，體內波動屬性從「雨」變成「雲」跟「霧」，但當解放力量後，會變回「藍色」奶嘴，體內波動屬性也變回「雨」，但只要不使用奶嘴力量的話，詛咒似乎就會慢慢解除。因詛咒導致右臉有傷痕，影響著右眼的視力，所以必須戴著護目鏡。
未來篇，10年後以成人樣貌登場，在前往彭哥列日本基地時遇到從過去來的阿綱和獄寺。持有雲屬性蜈蚣戒指（精緻度E）、霧屬性戒指（精緻度C）、霧屬性隱密戒指（精緻度D）；匣子有蜈蚣匣、迷彩花樣的匣子和氣球匣6個；必殺技為「生存爆擊」（Survived Burst）。為琴傑污辱可樂尼洛的話而與之戰鬥，險勝但昏迷不醒。在山本與幻騎士戰鬥時，想以蜈蚣拉走昏迷的山本但失敗，因為身體問題，而留守於彭哥列基地。
阿爾柯巴雷諾篇，在阿綱與家族成員和阿爾柯巴雷諾進行試練期間擔任評判。阿爾柯巴雷諾詛咒篇，在代理人戰爭中，可樂尼洛一派的成員之一，目前與家光等人暫住阿綱。於漫畫第406話變回人類。並於漫畫第407話同可樂尼洛結為夫妻。
巴吉爾（Basil）
配音：寺崎裕香（日本）；林美秀（台灣）；陳振聲（香港）
年齡：14歲／血型：O型／身高：157cm／出生地：義大利／生日：7月23日／星座：獅子座／體重：47kg。
本名巴吉里昆，仰慕並跟隨家光的認真溫厚少年。武器是帶刃的迴旋鏢，使用「死氣丸」。波動屬性為「雨」。被家光灌輸了錯誤的日本文化。第一人稱是「在下（拙者）」，稱呼他人為大人（おぬし）、～殿，喜歡日本「用洗衣板洗衣服」的文化，即使這些在現代的日本是很奇怪的事情，但本人卻完全沒發覺。
瓦利亞篇，根據家光的命令，為了給阿綱彭哥列戒指而來到日本。擔任阿綱的修行對象。戒指爭奪戰結束後給阿綱死氣丸，與蘭奇亞一起回到義大利。
未來篇，10年前的巴吉爾出現在彭哥列基地附近（在西班牙與10後的自己交換），向阿綱表示要幫助阿綱他們，出現原因尚未明朗。在此之前曾與米爾菲歐蕾交戰過約6次。所使用的匣子為雨海豚，是具有高度智商的兵器匣。
阿爾柯巴雷諾的詛咒篇，在代理人戰爭中，可樂尼洛一派的成員之一，目前與家光等人暫住阿綱家。得知阿綱在與D‧斯佩德一戰後實力提升不少，迫不及待地想跟阿綱較量。在漫畫394話跟古里炎真.澤田綱吉組成遊擊隊對付復仇者。
墨列堤（Moretti）
配音：安田裕（日本）；何志威（台灣）；陳旭恆（香港）
年齡：33歲／生日：2月19日／星座：水瓶座／血型：B／>身高：180cm／體重：72kg／出生地：義大利。
家光手下。可以使用名為「Addio」的招式，使自己的心臟停止呈假死狀態。曾使用此招式偽裝成被阿綱的殺手本能殺死的小偷瓦利亞篇，利用「Addio」躲過摩斯卡原型機的感應，按下其背後緊急開關，成功救援歐蕾加諾三人。
塔梅里克（Turmeric）
配音：金子哈里（日本）；（台灣）；陳振聲（香港）
年齡：28歲／生日：11月2日／星座：天蠍座／血型：B／身高：186cm／體重：81kg／出生地：德國。
家光手下。和家光等人一起闖入彭哥列大宅，並意外發現「葛拉‧摩斯卡」的構造及製造房。阿爾柯巴雷諾的詛咒篇，在代理人戰爭中，可樂尼洛一派的成員之一，目前與家光等人暫住阿綱家。
歐蕾加諾（Oregano）
配音：水野理紗（日本）；雷碧文（台灣）；林小寶（香港）
年齡：22歲／生日：3月5日／星座：雙魚座／血型：A／身高：171cm／體重：56kg／出生地：義大利。
家光手下。和家光等人一起闖入彭哥列大宅，並意外發現「葛拉‧摩斯卡」的構造及製造房。使用的武器為槍。阿爾柯巴雷諾的詛咒篇 在代理人戰爭中，可樂尼洛一派的成員之一，目前與家光等人暫住阿綱家。

#### 瓦利亞（Varia）
XANXUS
配音：池田政典（日本）；黃天佑（台灣）；陳旭恆（香港）
年齡：24歲→34歲／生日：10月10日／星座：天秤座／身高：188cm／體重：80kg／血型：O型／出生地：義大利。
瓦利亞首領，有彭哥列第9代首領養子、第10代首領候選等身份。波動屬性為「大空」。瓦利亞的成員皆敬稱他為Boss，其他人則直呼其名。眉尾分岔，佩戴羽毛墜飾，有著凍傷的痕跡以及一瞪就能讓人不寒而慄的眼神。平時沉默寡言，蔑視自己以外的一切為垃圾，只在乎首領的位子以及他人的崇拜，擁有絕對的首領威嚴。性格冷酷殘暴，時常對部下（尤其是史庫瓦羅）拳打腳踢。草菅人命，完全不關心部下的死活。口頭禪為「垃圾」（カス）和「消失吧」（かっ消す）。從搖籃事件之後睽違了8年才重新展露笑容，之後也有幾次大笑，不過皆是嘲諷意味。代表了七宗罪的憤怒，生氣到極點時會變得激動，舊傷也會復發，其招式也多由憤怒命名（憤怒之炎、憤怒的鐵鎚），其他還有炎之蕾、訣別的一擊等。對阿綱而言他就是恐怖的代名詞。
出生於義大利下町（意指鬧區），與生俱來身體就具有死氣之火，他的母親看到了，便產生「XANXUS是自己和彭哥列第9代首領的兒子」的幻想，帶著他去和第9代首領相認。第9代雖然心裡不認同其母親荒謬的發言但還是接納了他。由母親以兩個代表10的X起名。被收作養子後變得目中無人，16歲時（8年前）知道自己沒有繼承首領的資格後，發動彭哥列史上最大的叛變「搖籃事件」，之後被第9代首領用「死氣的零地點突破」冰封起來，因此臉和身體有凍傷的痕跡。解開封印後，為了搶奪第10代首領的位子而和阿綱他們進行了「戒指爭奪戰」。沒有彭哥列的血統，但他的容貌酷似第2代首領，也可以使用第2代首領的「憤怒之炎」（死氣之火的亞種）。和阿綱同樣擁有「超直覺」，武器是同於七代首領的兩把槍（上面皆刻有X）。名字來自希臘神話中阿基里斯的兩匹神馬之一的「桑托斯（Xanthus）」。
有他在的瓦利亞共同生活總是像生存遊戲一般（詳見漫畫附錄）。只要他有任何需求，都是以對部下砸東西（盤子、酒杯等）或拳打腳踢來表達，安撫他的人通常是列威或史庫瓦羅。平常總是默默任由所有人打鬧，等焦躁到極點時再一次爆發。在專訪中提到，只要有空就會去健身房。非常喜歡吃肉，在主力戰時還因為肉的問題搞了一場騷動。
和史庫瓦羅有最長久的孽緣，其他人都被視為崇拜他的垃圾。原本很信任左右手―摩斯卡，在報銷後不了了之。戒指爭奪戰時更是利用它和9代首領進行對自己有利的骯髒手段。
戒指爭奪戰中，沒有出席前三場觀戰。在雷之戰結尾時現身放話，並參與了雨之戰以後的所有觀戰。極度的「守強除弱」，要摩斯卡給予戰鬥中輸的人制裁。對史庫瓦羅戰後的遭遇完全不以為意，並向阿綱等人誇口若是輸了雲之戰，首領位子與其他一切都會讓渡，實際上是暗中計劃讓阿綱間接傷害9代首領再假借替父報仇之名讓雙方的評價受到影響。在雲之戰中挑釁雲雀，試圖以他的阻撓為藉口放任摩斯卡暴走，達成他的算計。換言之，戒指爭奪戰只是他策劃的一場秀，死炎印也非9代首領親自打上。這件事讓原本一直消極以對的阿綱決意不能讓XANXUS成為繼承人。
在天空之戰與阿綱對決，除非部下求饒，否則是不管他們死活的，於是救了當初比賽獲勝的列威和貝爾。一開始無論是速度或火焰都比阿綱要占上風許多，後來阿綱憑藉特訓的成果與零地點突破成功激怒他將其冰封。就在以為XANXUS將再度沉睡之時，瑪門以6枚守護者戒指的火焰溶化冰，天空之戒也由XANXUS戴上，而戒指卻對他產生排斥反應。史庫瓦羅說明了他並非9代首領的親生兒子後仍不放棄，打算借用外援將所有反對者滅口，一切在蘭奇亞趕到現場後結束。事後因為輸給阿綱而受到懲罰。
未來篇仍然為瓦利亞頭目，配有精緻度A的瓦利亞指環，頭髮變得比以前更長。生氣時舊傷依然會復發但比起以前顯得沉穩許多。在突襲米爾菲歐雷時，擋下突襲本陣的匣兵器。匣兵器是天空嵐獅虎（天空獅子與嵐虎的混種，因此具有天空的「調和」和嵐的「分解」性質），是罕見的匣兵器。聽到別人提起阿綱的名字會非常憤怒。於義大利主力戰中守城，為了肉的問題搞了一場騷動。似乎不喜歡戴上通訊器。奧爾蓋爾特的巨雨象一腳踩毀堡壘時毫髮無傷，並以壓倒性的力量打倒六弔花的吉爾。對他而言，雖然仍憎恨著阿綱，卻也奉行彭哥列在關鍵時刻永遠是同心一體的精神，所以當初才放了他一馬。後來，甚至要他在10天後證明彭哥列的強大。
在千鈞一髮之際出面帶著列威·亞·坦、貝爾飛格爾以及魯斯里亞前來協助因跟石榴以及風鈴草戰鬥而陷入危機的獄寺隼人、拉爾·米爾奇以及γ。這是瓦利亞首次正式作為阿綱等人的援軍。在骸與法蘭的幻術下，製造出了慘敗給石榴的假象。白蘭敗北後，對著變回普通實力的桔梗開槍爆頭。
繼承式篇缺席。根據史庫瓦羅的說法，不是由他繼承的場面要是他出席了也會變成地獄。阿爾柯巴雷諾的詛咒篇在代理人戰爭中，為瑪門的代理人，其他成員有史庫瓦羅、列威、魯斯里亞、貝爾。然後到日本向阿綱遞出戰帖，打算想把阿綱他們抹殺。在部下們和炎真與史卡魯對戰時未出席，只在被手錶吵醒時說「吵死了」和「真麻煩」然後繼續倒頭睡覺。雲雀與風前來挑戰瓦利亞時，因為一連串烏龍而從睡夢中醒來並參與戰鬥，但沒有分出勝負比賽時間就已結束。雲雀以想出手就會出手為由毫不在意地破壞首領錶，XANXUS認同他的說法而試圖仿傚其行為，但遭到部下們的阻止。爾後遭遇復仇者第一次襲擊，雖然首領錶保住了，但右眼受傷了。經過休養後和史庫瓦羅前往對付耶加卻被砍掉手和小腿，結束一切後在醫院接受治療。
S·史庫瓦羅／史佩爾畢·史庫瓦羅（Superbi Squalo）
配音：高橋廣樹（日本）；何志威（台灣）；李建良（香港）
年齡：22歲→32歲／生日：3月13日／星座：雙魚座／身高：182cm／體重：75kg／血型：O型／出生地：義大利。
XANXUS的雨之守護者，波動屬性為「雨」。通稱史庫瓦羅（スクアーロ），留有一頭銀色長髮的劍士，使用填有火藥的劍（裝在左手的義肢）。是瓦利亞當中最活躍以及主導場面的角色。說話非常大聲（發語詞為「ゔおおおい―！！」），性格暴躁、衝動且好戰，卻也是XANXUS的御用出氣包，常被他用東西砸頭並被他稱呼為「垃圾鮫」（カス鮫）。被虐待時是唯一敢直接反抗（實際上也只有大罵）的人，但心裡還是懼怕並尊敬著他。面對敵人或與隊員吵嘴時，習慣把「把你砍成3段！」或「你想被大卸幾塊啊？」掛在嘴上。在關鍵時刻相當冷靜、擁有指揮資質，是10年後瓦利亞的作戰隊長。
打敗瓦利亞前任首領—劍帝杜爾時被砍斷左手掌（但和XANXUS自稱，是為了理解劍帝的奧義而自廢），之後戴著能裝劍的義肢。原本可以成為瓦利亞首領，幾年前第一眼見到XANXUS便對他的那股憤怒自嘆不如，於是決心跟隨他，並且讓渡首領之位。然而大部分的公務還是他在處理，有時候甚至還負責安撫首領的工作。其實力在瓦利亞隊員中最為上等。8年前和XANXUS發誓完成計畫之前不剪頭髮，以此表示追隨他的忠心（但本人完全不領情），於是就這樣持續留了18年。
少年時不分東洋、西洋，擊潰各種流派並吸收其風格。曾就讀黑手黨學校，與加百羅涅家族首領—迪諾是同班同學。和迪諾不一樣的是在學生時期就已經相當強悍，原本看不起他直到他成為家族首領後也肯定了他的實力。一直認為迪諾的天真會成為他成長的阻礙。
瓦利亞篇首先登場的成員，曾和巴吉爾交戰並試圖向他套話，後來又追到並盛町，從阿綱等人手中奪走已被迪諾事先調包的半彭哥列戒指贗品。XANXUS發現史庫瓦羅的失誤後，決定到日本將阿綱等人斬草除根，於是戒指爭奪戰便開始了。在雨之戰時和山本武對決。因為知道時雨蒼燕流而佔優勢，但卻不了解時雨蒼燕流傳承的變化，因此敗北。山本原本想救他離開雨戰場，但他以身為劍士的驕傲拒絕。本來眾人以為他死於鯊魚口中，但卻被迪諾的部下救起，雖身受重傷但還是保住了一條命。大空之戰中負傷在觀眾席道出曾經於搖籃事件中偶然聽到XANXUS非9代首領親生的真相，之後更親手調查相關事件。
名字的寫法是「S·史庫瓦羅」，寫作S讀作史佩爾畢（スペルビ），由來為七宗罪「傲慢（Superbia）」與「鯊魚（squalo）」的義大利語。在很多設定上都和「魚」有關（如雙魚座、喜歡生魚片、匣兵器為鯊魚）。在風太的「聲音很大的黑手黨排行」堂堂地登上第一名（貝爾和拉爾都認為他很吵，和他通訊的人經常被嚇到）。必殺技為「鮫特攻」與「鮫衝擊」。
和XANXUS有最長久的孽緣。在動畫訪談提到，曾因為長期被他虐待造成壓力太大而掉髮。無論是平時或是專訪中都經常受到魯斯里亞騷擾的樣子，也常常和列威起爭執（通常是出於列威的嫉妒）。對於長髮的保養相當注重，在附錄漫畫中提到會以電風扇吹頭（雖然換來的結果是胡亂地膨脹），討厭做作的洗頭方式，所以會故作豪邁地洗頭，當然也很注重纖細感。
未來篇10年後仍在瓦利亞，配有精緻度A的瓦利亞指環，依舊長髮，瀏海往旁分。第一次出現是在與彭哥列基地通訊的時候，要求阿綱他們配合。被法蘭戲稱「白癡長毛隊長」。在義大利主力戰擔任作戰隊長並負責東部，對於在最忙的時候為了肉的問題惹麻煩的老大非常生氣而開匣。匣兵器如其名為雨屬性的鯊魚—暴雨鮫，他將之命名為「瓦羅」。因為前往東部所以錯過了六弔花，擊敗敵方多數兵力後回到堡壘。打敗了第一代劍帝以第二代劍帝自稱，與山本並稱彭哥列兩大劍豪。與10年前相較起來，變得比較幫助阿綱等人，並且看好山本武的才能，拍攝自己之前每一場戰鬥做成的DVD「劍帝之道」（共101卷）送給山本。此後也非常關心他在各種場合的表現，還曾經為了他打輸特地趕到日本給予指教。動畫版回到原來的世界後，山本向離去的史庫瓦羅為他所做的一切道謝。曾擊敗幻騎士，但被說是故意放水，其實本身有察覺是幻覺，因而沒有肯定那次戰鬥獲勝。偷渡上私人漁船來到日本（在那之前是用匣兵器鯊魚渡海），教導山本武更高等的劍術。在回到彭哥列基地時，與突襲基地的石榴交戰，但被擊敗還被砍斷了左手。被山本和迪諾救出回到戰場上，但瓦利亞的各位對於史庫瓦羅的死訊毫不在意甚至竊笑（魯斯里亞說下任作戰隊長就是自己了，貝爾說這樣他就不必被自己捅了），隨後看見他平安生還，貝爾跟列威感到由衷的遺憾。
繼承式篇出現在繼承式會場與阿綱一行人見面。看出山本不是本人而是幻覺。在西蒙家族破壞儀式時想出手幫忙但被困住。
幼年期的法蘭和瓦利亞（現在時間點）前往法國尋找10年前的法蘭當作新戰力，跟法蘭初次見面被稱為牙蟲菌（軍）團（一聽之下認為比起蟲子寧願當妖精算了），還被稱呼為「習慣了俗世的長毛」。
阿爾柯巴雷諾的詛咒篇在代理人戰爭中，為瑪門的代理人其中之一，目前同XANXUS去日本。和炎真、史卡魯交戰時，比起破壞其首領錶反而打算直接把炎真消滅。指示貝爾用鋼線束縛他的雙手使他無法施力。在眾人打算用新生戒指終結炎真時史卡魯以成人狀態當作他的肉盾而保住一命，於是瓦利亞先行撤退。正打算出征時剛好遇上雲雀與風，撐了一陣子手錶才遭到風使用奧義擊碎。爾後遇上復仇者第一次襲擊，戰後體力不支倒地，還向其他隊員炫耀自己體力旺盛（實質上已經很累了）。休養後同XANXUS前往對付耶加，被刺穿心臟，瑪門即時用幻覺填補才得以保命。一切結束後在醫院等候移植心臟的機會。
貝爾菲戈爾（Belphegor）
配音：藤原佑規（日本）；何志威（台灣）；陳旭恆（香港）
年齡：16歲→26歲／生日：12月22日／星座：射手座／身高：170cm／體重：58kg／血型：AB型／出生地：？。
XANXUS的嵐之守護者，波動屬性為「嵐」。通稱貝爾（ベル），外號「Prince the Ripper/開膛王子」（プリンス・ザ・リッパー/切り裂き王子），源自於19世紀末倫敦連環殺人犯開膛手傑克（除稱號外由作品中他將人分屍的殘忍手法亦可見引用）。以七宗罪中掌管怠惰的惡魔Belphegor命名（其兄則取自墮天使Rasiel）。
擁有王子身份的少年。金髮、頭戴王冠，瀏海遮眼，整部作品都沒有露出來過（魯斯里亞在訪談中曾說他的眼神既飄渺又優美，但被本人說是一派胡言），隊服裡穿著紅黑條紋的衣服。武器以匕首為主、鋼線為輔。原本是瓦利亞年紀最小的成員，直到10年後晚輩法蘭加入，但入隊年齡一直是最年少（8歲，法蘭的入隊年齡大約在10幾歲）。
小惡魔般帶點毒舌的性格，經常發出「うしし」的笑聲以示輕蔑對方的態度。乍看天真無邪實則本性邪佞，以好玩為目的進行殺戮，對於「殺起來不有趣」的非戰人士不會出手。性情殘虐，喜好殺戮並嗜血。驕傲於自己的王子身份，極度狂妄任性，口頭禪是「因為我是王子啊」（だってオレ王子だもん），無論什麼事都能用這句話混過去，尤其是犯錯時死不道歉、吃飯不付錢卻以這句話為藉口。曾經說由身為王子的他看來世間的人都是庶民。自尊心超乎常人，擁有不服輸的王子本能。為達目的不惜使詐也要取得勝利，並且善於謀略。
瓦利亞中首屈一指的天才，擅長設置陷阱及規劃策略，身手也非常矯健。其能力被XANXUS所肯定（在嵐之戰預定開打時他曾說了句「還不賴」）。出身於不明國家的王族，但是公式書寫著有古義大利王族的血統。8歲以前居住在皇宮。於年少時亂刀捅死關係甚惡的雙胞胎哥哥吉爾，並不以為意的笑說「我把他跟蟑螂弄錯了」，此事造成了他的另一人格―看見自己的血便會想起兄長並狂亂失控。因為忘不了殺人的興奮，8歲就加入了瓦利亞（動畫搖籃事件曾出現應該是8歲的樣貌卻與16歲時相同的bug）。
因流血引發異常人格之後恢復意識時會喪失記憶。廣播劇「瓦利亞之影」中提到他對於嵐之戰暴走後的記憶完全空白（瑪門說興奮狀態下的他連自己人也不會放過）。大空之戰時說現在可不是喪失記憶的場合，可見對此事是有自覺的。在公式書中史庫瓦羅給他的評語為「雙重人格！」。
XANXUS是性格高傲的他少數願意遵從的對象。經常和瑪門一起行動（在讀者專欄中魯斯里亞曾說「關於貝爾的事問瑪門就對了」）。故事正篇不會出現、但是在封面與彩頁等處會有他抱著瑪門的畫面。總是把列威以章魚、臭臉等字彙恥笑。
基本上較少和部隊以外的人接觸，但在小說版中為了找尋殺手而和小春相處了一天、並透過刀法的較量結識了山本的父親。因為害怕治療蛀牙（其實是顧形象不願意在他人面前張開嘴）而脫逃，被迪諾熱心帶回宅邸，卻始終對他保持冰冷警戒的態度並打算再次脫逃，於是兩人便共處了拉扯追趕的一星期。在偽裝成轉學生到並盛町時，更是極度難得地對京子等人展現友好的一面。
對於讀者提出的問題如「眼睛」或「何以攜帶匕首」都從未直接回應（總是以他個人的語言含混過去了），但是當問到加入瓦利亞的原因，他的回答有三：1. 太無聊了、2. 對自己的能力有信心、3. 想成為最年少的入隊者（詳見讀者專欄）。此外，在大空戰時有招式「分屍華爾滋」（動畫原創）。
部隊裡最晚活躍起來的角色，但在之前就已經約略表現出冷血的性格（對於同伴遭到制裁、藍波的危機以及9代首領似乎被XANXUS所危害等事件都顯得不以為意），並且在單行本12集才正式公佈名字。
在嵐之戒爭奪戰中與獄寺隼人對決，起先擁有優勢，封鎖了獄寺的行動並且善於判讀氣流。後來獄寺發現貝爾在比賽前曾經拍了他的肩膀，施打局部麻醉並利用鋼線使得匕首百發百中。新招式「火箭炸彈」讓貝爾受到重創，流血之後顯露殘暴的本性。最後被獄寺由自己佈下的線反將一軍，原本已經倒下，但憑藉不服輸的本能逼迫獄寺放棄戒指，得到最終勝利。在天空之戰中毒後被XANXUS所救，遇上雲雀恭彌，使他受了重傷，並在招式被看穿後離開現場。與解毒後的瑪門一起綁架了庫洛姆·髑髏，試圖幹掉山本武跟獄寺，不過被笹川了平化解了這場危機。之後和瑪門一起用戒指將被冰凍住的XANXUS救出來，認為XANXUS是最適合繼承這些戒指的人，原本私下出動了50名瓦利亞的精英打算抹殺阿綱等人，在蘭奇亞趕到現場後投降。由他在獄寺身上暗定機關、即使已經倒下也死不服輸、藉由綁架人質企圖取得戒指、罔顧比賽規則擅自派兵援助等行為可以看出其不擇手段也要獲勝的陰險性格。
風太的「口袋裡沒有錢的黑手黨」排行第一名，因為都只帶信用卡。「房間很亂的黑手黨」第二名，「相貌成謎」第二名。
阿爾柯巴雷諾的試煉篇和瑪門一起出現在並盛町，並且偽裝成轉學生針山姬子，負責引開京子。在做自我介紹時聽到阿綱小聲說的「這對雙胞胎一點也不像」，可見聽力優秀。對京子，小春，黑川表現友好，但被夏馬爾看破身份。爾後被山本由武器識破，在回義大利前到山本家吃壽司，並說「這就是我跟著他(瑪門)的目的。」
未來篇10年後仍在瓦利亞，配有精緻度A的瓦利亞指環，頭髮比以前更翹也更長。皇冠的造型也有些許差異。第一次出現是在史庫瓦羅和彭哥列基地通訊的時候。於義大利主力戰和後輩法蘭一起負責南方的作戰，被他戲稱為「墮王子」和「王子（仮）」時會火大並向他丟出匕首，但是法蘭靠著幻覺怎麼被刺也不會死。換句話說，法蘭是少數能對貝爾進行直接吐嘈並使他抓狂的人物。根據法蘭的說詞，他是被貝爾和史庫瓦羅強行帶回的，而且貝爾以他代替瑪門的位置為由強迫他戴上青蛙帽並不准拿下，還戲稱他為「青蛙」。匣兵器為藉由皮毛的摩擦產生具分解作用的嵐屬性火焰的「嵐貂」（但是貝爾僅稱之為「貂」而沒有將之命名）。主力戰中意外發現雙胞胎哥哥吉爾（嵐之六弔花）沒死，身邊還跟了小時候服侍過兩兄弟的管家奧爾蓋爾特。藉由貝爾在他身上留下的傷痕以及腹部的胎記確認其身份（動畫 版在此處增加了法蘭掀開貝爾衣服確認的場景），並於回憶中提及了兄弟倆幼時的交惡情形：抹鼻屎→丟小石子→丟岩石→丟刀子→吉爾被殺。也許貝爾的武器（刀子）就是從此定案的。甚至還有逼迫吃下蚯蚓泥丸子和暗下瀉藥的事跡。根據吉爾的說法，貝爾的表現一直以來都不如哥哥（他也不服氣的默認了）。與法蘭共同對付吉爾、奧爾蓋爾特，卻被吉爾的匣兵器嵐蝙蝠擊中而身受重傷，藉由法蘭的霧之幻術逃過致命一擊，當時雖然流血但卻沒有發狂。 和六弔花的戰鬥中，作為援軍和瓦利亞來到日本，救了獄寺，並和列威及魯斯里亞共同對付風鈴草。原本乘坐列威的海鰩加上貂的火焰俯衝進入風鈴草的範圍卻落入了圈套，但一切皆是骸和法蘭的幻術。
繼承式篇出現在繼承式會場與阿綱一行人見面。在西蒙家族破壞儀式時想出手幫忙但被困住。
幼年期的法蘭和瓦利亞（現在時間點）前往法國尋找10年前的法蘭當作新戰力，跟法蘭初次見面被稱為牙蟲菌（軍）團，聽了想殺了他，但沒成功。
阿爾柯巴雷諾的詛咒篇在代理人戰爭中，為瑪門的代理人之一，目前同XANXUS去日本，並把阿綱當作「有趣的垃圾」強行帶到了XANXUS面前。和炎真、史卡魯交戰時，比起破壞其首領錶反而打算直接把炎真消滅。聽從史庫瓦羅指示用鋼線束縛他的雙手使他無法施力。在眾人打算用新生戒指終結炎真時史卡魯以成人狀態當作他的肉盾而保住一命，於是瓦利亞先行撤退。和雲雀與風交戰時，平安無事沒有被擊倒，但手錶被擊碎，還遭到史庫瓦羅責罵。之後以非戰力的身分觀戰，在屋頂被銷毀時帶著被打昏的魯斯里亞和列威躲避。阻止打算破壞手錶的XANXUS。於復仇者第一次襲擊時受重傷並留在根據地休養。一切結束後以良好的狀態出現在醫院。
瑪門（Mammon）
配音：宍戶留美（日本）；楊凱凱（台灣）；林小寶→鄭佩嘉（第三季）（香港）
性別：不明／年齡：不明（變成嬰兒狀態至少50年）／生日：7月2日／星座：巨蟹座／身高：40cm／體重：3.6kg／血型：A型／出生地：？。
XANXUS的霧之守護者，波動屬性為「霧」。名字的由來是七宗罪中掌管貪婪（強欲）的惡魔Mammon。真實身份是阿爾柯巴雷諾「毒蛇」，實力強大的幻術士，名字的由來是美國的汽車製造公司克萊斯勒製造的跑車「道奇毒蛇」。平時用鎖鏈把靛色奶嘴封印（瑪門鎖鍊的由來）。寵物是一隻名叫「范塔茲瑪」的青蛙（釋放能量時，咬住尾巴形成一圈的四腳蛇會自其身體中竄出，並且讓瑪門能浮在空中）。平時則站在摩斯卡手上，讓貝爾抱著是故事正篇以外才有的情況。嬰兒狀態時帽子遮住眼睛以上，臉上有倒三角圖案（釋放奶嘴力量時會微妙的變長），背後有捲筒衛生紙，作為粘寫與戰鬥使用（能變成觸手）。解咒後仍然相貌不明，頭髮及肩，穿著包裹全身的術士服。
第一人稱為「僕」。冷靜沉著，但在認知到自己快敗北時會亂了陣腳（如霧之戰及代理人戰爭）。有「ムム」的口癖，說話時經常會冷哼一聲。瞭解瓦利亞每個成員的戰鬥優勢，和里包恩一樣經常從旁說明。覺得其他的阿爾柯巴雷諾都是傻瓜。唯利是圖的守財奴，致力於存錢解咒。凡是有人要他幫忙，一定會要委託者支付預訂金額，並認為金錢以外的一切都是沒用的東西。
技能「粘寫」是把鼻涕擤在紙上，顯示目標地點的地圖，但遇到同為術士之人時會受阻並失效。常被貝爾叫成「小不點」，並說他的臉頰很好捏。性別不明，直到作品完結也沒有交代（但是在遊戲卡片其中一款上有穿著男性西裝的樣子，且其自稱詞為男性用語）。
戒指爭奪戰開戰前夕和列威一起出現在並盛町並利用粘寫幫助他確認藍波的座標。霧之戰以前從旁說明各隊員的戰鬥手法。想用粘寫找出對方的霧之守護者，卻受到其幻覺阻礙僅出現CD（原意為Chrome Dokuro）的字樣。在霧之戒爭奪戰中與庫洛姆·髑髏對決，開始時展現了阿爾柯巴雷諾壓倒性的實力，並把維持庫洛姆內臟幻覺的三叉戢破壞。不過在骸出現後即使將彩虹之子的能量全部釋放也馬上被打倒，最後逃走。在那之後被捕獲，參加了大空之戒爭奪戰，中毒後受到了貝爾飛格爾的幫助，與他一同綁架庫洛姆企圖幹掉山本和獄寺，不過被了平化解了這場危機。只將戒指到手便結束戰鬥。隨後與貝爾一起救出XANXUS，認同他是戒指最佳的繼承者。在瓦利亞所策劃的一切都失敗後投降。在戒指爭奪戰時對於庫洛姆完全是對立的態度，但在之後的試煉篇以及繼承式上轉而肯定與鼓勵。
和史庫瓦羅兩人比較瞭解瓦利亞的內情。在雲之戰中貝爾曾說他們可能知道XANXUS在策劃著什麼，小說版第二彈也是擔任掌握內幕的角色，算是瓦利亞的情報網。在風太的排行榜中「相貌成謎」排行第一名，通常只露出半張臉和手部。不能吃辣（詳見專訪）。
未來篇傳聞與其他阿爾柯巴雷諾一樣死亡。根據琴傑的發言，可樂尼洛為了掩護他而死，可是他卻是見情況不妙而自殺身亡。留下了一組幻術強化系統。因為已死，所以之後由法蘭取代他在瓦利亞的位置。白蘭被打敗、彩虹之子復活後很難得地不收費用就加入幫助大家回到過去的行列。阿爾柯巴雷諾篇必殺技為「毒蛇幻景」（Viper Mirage）。給予第三試煉的阿爾柯巴雷諾，測試阿綱對家族成員的適應力。假扮成轉學生針山紋太，對小春等人保持保守的態度。之後打電話到阿綱家裡告知他京子遇到了危險。利用「綁架京子」（其實只是被貝爾引開）作威脅迫使阿綱、山本和了平接受猜謎題的試煉，還順便測試一下不知哪裡來的初匣兵器「霧海星」。最後被阿綱打敗（山本和了平協助打倒毒蛇的匣兵器），完事後被里包恩責問而道出了匣兵器是威爾帝製造的。扮成紋太時所說的會亂丟東西的老爸指的是XANXUS；撈撈叨叨的老媽指的是魯斯里亞。
繼承式篇出現在繼承式會場與阿綱一行人見面。安慰幻術被看穿的庫洛姆。在西蒙家族破壞儀式時想出手幫忙但被困住。
幼年期的法蘭收到了一封信件，但最重要的內容卻因為瓦利亞在用餐時間大鬧而被湯汁掩蓋掉無法讀取。因為在未來身亡的關係對其他成員討論的對象―法蘭一無所知也毫無興趣。之後跟隨其他人前往法國尋找法蘭，對這分戰力加入與否並不關心，反而擅自脫隊和彩虹之子會合。
阿爾柯巴雷諾的詛咒篇在代理人戰爭中，向XANXUS提出讓他當代理人的請求，目前同XANXUS去日本。在飯店和貝爾一起把阿綱帶到XANXUS面前，聽到阿綱等人的同盟提議略有心動，卻被XANXUS狠狠拒絕了。後來，散盡所有財產打造了新生瓦利亞戒指，只有瑪門的那分是依照嬰兒的尺寸訂做。沒有參加與炎真和史卡魯的對戰，反而在XANXUS身邊觀察到他只說了兩句話。雲雀與風前來挑戰時，告訴風非常討厭他這個人（因為老是對他的金錢觀嘮叨，但瑪門無意間都聽進去了）並打算徹底打敗他。在風準備拿下XANXUS與史庫瓦羅時以解咒狀態使出奧義「毒蛇·幻影·真實」使他受創，並和XANXUS聯手對決。處身於該奧義中的人包含毒蛇自己，在對勝利產生疑惑的瞬間身體就會受到相對程度的傷害。毒蛇確信XANXUS對勝利有絕對的自信而施術，但他卻被自己的奧義反噬。在千鈞一髮之際風變回嬰兒狀態，打算趁勢逆轉卻被奉里包恩之命前來協助雲雀的迪諾給阻撓了。原本想繼續和XANXUS聯手卻變回嬰兒形態。演變成雲雀和XANXUS的對戰後並未分出勝負，對於雲雀自行破壞手錶的行為非常訝異，並且阻止打算仿傚的XANXUS。爾後因為參加彩虹之子的召集而在瓦利亞遭到復仇者襲擊時逃過一劫，後來回到瓦利亞發現其慘狀非常震驚。在史庫瓦羅被耶加刺穿心臟時即時以幻覺填補。一切結束後在醫院以同樣方式幫助白蘭等人，但一小時要價一千萬。名字的由來是美國的汽車製造公司克萊斯勒製造的跑車「Dodge Viper」。
列威·亞·坦（Levi A Than）
配音：中野裕斗（日本）；（台灣）；黎景全（香港）
年齡：23歲→33歲／生日：11月14日／星座：天蠍座／身高：193cm／體重：90kg／血型：A型／出生地：義大利。
列威雷擊隊的隊長，XANXUS的雷之守護者，波動屬性為「雷」。通稱列威（レヴィ）。名字的由來是七宗罪中掌管嫉妒的惡魔Leviathan。外表高大粗獷，下巴的鬍子與鬢角是閃電的造型。工作熱心但性格殘酷，確定目標後就算是女人或小孩也不放過。被XANXUS稱讚對他而言就是一切，有絕對的忠誠心（在雷之戰時，甚至提早了2小時到，可見其嚴肅以待的心態），但很悲哀地本人完全不放在眼裡。
嫉妒心很強，尤其是比自己更出風頭的人（史庫瓦羅、藍波）。平時總是板著臉卻相對地很遲鈍，常被貝爾和法蘭當成笨蛋耍，但專訪中透露出他的頭腦其實很好的事實，是知名大學第一名畢業（但史庫瓦羅說才能無法顯露就等於沒用）。喜歡妖艷的女性，對霧之戰登場的庫洛姆念念不忘，在法國又看上了M.M還說無法在兩人之間作抉擇。其實非常好色，在第33卷的附錄漫畫中提到有收藏色情片的習慣（貝爾說他的才能全都被愚蠢和好色的念頭給埋沒了）。其實私下很渴望能得到（讀者的）人氣。武器是8把電氣傘，能全天候使用。憑藉絕招「列威·伏特」（Levi Volta）被瓦利亞拔擢。
戒指爭奪戰以前率領雷擊隊來到並盛，利用瑪門的粘寫找到持有雷之戒的藍波並出兵追殺，遇上阿綱一行人打算將其抹殺時被瓦利亞其他成員阻止。雷之戰時原本占優勢，但在20年後藍波繼10年後藍波出現便陷入苦戰，不過藍波變回5歲後再度逆轉，最後由於阿綱的干涉而贏得了雷之戒與大空之戒。在大空之戰中毒後被XANXUS所救，打算幹掉藍波卻被獄寺擊敗，倒地不起。
未來篇10年後仍在瓦利亞，配有精緻度A的瓦利亞指環，留了一個八字鬍。匣兵器是「雷海鰩」。雖然是前輩卻被身為後輩的貝爾及法蘭藐視，法蘭亦稱呼他為「變態雷大叔」。在義大利主力戰中不敵對方數量龐大的兵力而身受重傷，而魯斯里亞用晴孔雀幫他治療過頭了。
繼承式篇出現在繼承式會場與阿綱一行人見面。在西蒙家族破壞儀式時想出手幫忙但被困住。
幼年期的法蘭和瓦利亞（現在時間點）前往法國尋找10年前的法蘭當作新戰力，跟法蘭初次見面被稱為牙蟲菌（軍）團，雖然以兇狠的面孔逮住法蘭叫他別想逃，但法蘭覺得不可怕就無視了。看上黑曜那邊的女孩M·M，但她以約會需支付龐大金額為由讓列威卻步了。
阿爾柯巴雷諾的詛咒篇在代理人戰爭中，為瑪門的代理人其中之一，目前同XANXUS去日本。與雲雀交手時，手錶遭到擊碎並慘敗。
魯斯里亞（Lissuria）
配音：湯澤幸一郎（日本）；（台灣）；陳振聲（香港）
年齡：25歲→35歲／生日：4月4日／星座：白羊座／身高：185cm／體重：78kg／血型：A型／出生地：義大利。
是一個使用女性用語的泰拳格鬥家。XANXUS的晴之守護者，波動屬性為「晴」。名字的由來是義大利語的七宗罪之一「色慾（lussuria）」。留著特異飛機頭，戴著墨鏡的肌肉男，左腳裝有「金屬膝蓋」。喜歡體格好的男人和蒐集屍體，還對了平的身材很感興趣。瓦利亞的其他人都說他是變態/人妖，然而他自己也沒否認。在格鬥時相當不留情面但也有喜歡照顧人的陽光的一面，在紛爭不斷的一群人當中擔任調停的角色。
自詡為「瓦利亞的媽媽」並且半強迫其他成員一起玩家族遊戲（根據他的妄想，史庫瓦羅和列威分別是長男和次男，XANXUS是爸爸，貝爾是寵物，瑪門和摩斯卡則是妖怪的座敷童子和一反木棉）。招牌姿勢是將雙手的小指翹起，嘴上說用小指彈橡皮擦的遊戲很老套卻還是在玩（單行本12冊番外篇）。
似乎是個容易被遺忘的角色（因為在第一場戰鬥失利受到制裁後就沒有再出場，大空戰也因為受重傷沒有機會表現）。於漫畫和動畫不定期主持「魯斯里亞三丁目」，解答所有瓦利亞相關問題。在專訪中提到少年時期就已經得到格鬥大賽的冠軍。
在晴之戒爭奪戰中擁有墨鏡和金屬膝蓋的裝備而佔有優勢，但最後被了平的絕招「極限太陽」擊敗，受到葛拉·摩斯卡的制裁而受重傷。在大空戰開戰時被「強制召集」，隨後便中毒，因了平向獄寺提議幫其解毒才保住一命，但是沒有進入戰場。
未來篇10年後仍在瓦利亞，配有精緻度A的瓦利亞指環，頭髮多了一層。幫忙拍攝史庫瓦羅的「劍帝之道」DVD。在瓦利亞擔任醫護官，要求部下稱自己為「大姊」。在義大利主力戰中守城為受傷的部員們療傷，匣兵器為照射面積廣泛、具有強大復原力的晴之火焰的「晴孔雀」，名為「小孔」。奧爾蓋爾特的巨雨象一腳踩毀城堡時平安無事，只不過落下了眼鏡（似乎只要沒有眼鏡就看不到）。與六弔花對抗時作為援軍與瓦利亞來到日本，和貝爾及列威共同對付風鈴草。認為史庫瓦羅死了自己就會是下任作戰隊長而感到高興。在XANXUS把桔梗爆頭後負責維持他的生命。
繼承式篇出現在繼承式會場與阿綱一行人見面。在西蒙家族破壞儀式時想出手幫忙但被困住。
幼年期的法蘭和瓦利亞（現在時間點）前往法國尋找10年前的法蘭當作新戰力，跟法蘭初次見面被稱為牙蟲菌（軍）團。
阿爾柯巴雷諾的詛咒篇在代理人戰爭中，為瑪門的代理人其中之一，目前同XANXUS去日本。與雲雀交手時，手錶遭到擊碎並慘敗。
葛拉·摩斯卡（Gola Moska）
通稱摩斯卡（モスカ）。首領輔佐，XANXUS的雲之守護者。絕對遵從XANXUS，負責制裁所有在戰鬥中敗北的人。外表是戴著防毒面具的大漢，實際上是舊義大利軍極秘開發的戰鬥用機器人，動力源是死氣的火焰，這台的動力源是第9代首領。背後沒有緊急開關；在雲之戰時被雲雀一招打壞後暴走，後來被阿綱破壞而停擺。名字的由來是義大利語的「暴食（Gola）」與「蒼蠅（Moska）」（七宗罪中掌管暴食的別西卜又名蒼蠅王）。
未來篇因為10年前徹底報銷，所以10年後瓦利亞的雲屬性成員從缺。10年後的「史托拉歐·摩斯卡」是他的2代機型。
法蘭（Fran）
配音：國立幸（日本）；林美秀（台灣）
星座：雙子座／身高：174cm／出生地：法國／生日：6月6日／血型：B型／體重：60kg。
10年後瓦利亞的新術士。被貝爾和史庫瓦羅強行帶回。波動屬性為「霧」。眼睛下有靛色的倒三角。青髮。為了代替前任的瑪門而被貝爾強逼戴著青蛙造型的帽子（因為瑪門有一隻青蛙寵物）。雖然經常要求拿下這頂帽子，但由於貝爾不同意，所以只有假日的時候用清洗的理由拿下來。
被貝爾戲稱為「青蛙」和「不可愛的後輩」，自己則老是稱他為「墮王子」（堕王子）而遭到他的匕首攻擊，但是由於他的幻術而得以不致死地。是少數能對貝爾進行直接吐嘈並使他抓狂的人物。說話常常拉長語調（例如前～輩），自稱詞為「Me」（也有「僕」）。沒有表情變化，但帽子會做出與他狀態相應的反應。惡劣毒舌派，毒舌程度更甚貝爾，除了老大以外的人都被他取了難聽的綽號（平時還是會乖乖叫前輩）。有時候白癡的舉動會讓旁人受不了，例如堅持開匣前要有固定的pose，貝爾要他乾脆去自殺算了。持有精緻度A的霧之瓦利亞戒指和地獄戒指『666』。匣兵器似乎很厲害，但卻從來沒有出招過。世界上三個能用幻術騙過復仇者的人之一。是骸的弟子，很不識相地稱他為「鳳梨頭」。
漫畫第25卷訪問中指出其基本資料為機密（坊間有許多說法但皆非官方確定版本）。在動畫163集的星座占卜環節中與貝爾一起出現在射手座的畫面，因此推測為射手座。在2016年12月31日出版的天野明角色插畫集中，法蘭的生日為6月6日。在漫畫中瓦利亞（現在時間點）一行人前往法國時法蘭還是個小鬼，由此推測10年後在瓦利亞的年紀應在20歲以下。
開匣有一定的步驟：1.雙手向前；2.左手上舉；3.右手也上舉；4.「喝！」的張開雙臂；5.開匣。但因為頭上帶著青蛙帽沒有辦法把手往上舉，以致於無法開匣。在義大利主力戰和貝爾一同前往南方，遇到六弔花的吉爾，沒有開匣成功被嵐蝙蝠擊中身受重傷，用幻術騙過對方逃過一劫。從他的說法看來，加入瓦利亞後似乎還沒有機會見識XANXUS真正的實力。後來和10年後M·M潛入復仇者監獄救出骸，用幻術瞞過復仇者們。十年後的骸稱他為「小鬼」，而且對那頂青蛙造型的帽子頗有意見。和骸在與真六弔花作戰時使用幻術，造成彭哥列和瓦利亞被真六花弔擊敗的假象，欺騙真六弔花以得知其實力。為了抵擋GHOST的火焰而拿出10年後貝爾玩具的匣子。
繼承式篇 斯佩德用製造出他與黑曜成員們的幻術對骸展開攻擊，被骸用彭哥列齒輪一次打倒。
幼年期的法蘭 六道骸等人與瓦利亞為了要尋找10年前的法蘭當作新戰力前往法國。乍見法蘭，他的頭上戴了巨大蘋果造型的帽子，但那頂帽子似乎是幻覺。以奇怪模樣出現在眾人面前，還是個小鬼的他胡言亂語得罪了許多人。在史庫瓦羅靈機一動詢問之下發現法蘭曾經被祖母用硬乳酪敲過頭導致失去未來的記憶，讓眾人覺得事情變得麻煩（實際上是因為他的「白痴病」很麻煩），於是雙方開始推讓法蘭，為了他的歸屬權爭論不休。最後，法蘭親自選擇了黑曜那邊的組合。
阿爾柯巴雷諾的詛咒篇 與六道骸及威爾帝同隊，負責幫助六道骸製造強大幻覺。遇復仇者襲擊時，雖然害怕，但還是製造出幻覺，避免六道骸遭到爆頭。

#### 彭哥列相關者
將尼二（Giannini）
配音：上原健太（日本）；（台灣）；李建良（香港）
年齡：22歲／生日：4月13日／星座：牡羊座／血型：B型／身高：148cm／體重：66kg。
彭哥列家族專屬的武器調整師。和父親將尼一一樣是武器調整師，初登場時由於技術不純熟反而將武器改得亂七八糟，反被眾人修理一番。在未來篇中成為彭哥列地下基地的維修員。
塔爾波（Talbot）
侍奉彭哥列的最老的雕金師，雙眼全盲，傳言在I世時期就開始為彭哥列工作。繼承式當天西蒙離場後抵達，向阿綱透露彭哥列戒指能夠修復，並且必須升級才能與西蒙戒指匹敵。在阿綱同意之下使用彭哥列I世的血「罰」和阿綱等人的動物戒指對彭哥列戒指進行升級。阿爾柯巴雷諾的詛咒篇中最後，應阿綱的想法研發出替代奶嘴的容器，藉由第八火焰創造的環型蟲洞讓注入其中的7色火焰持續加速，達到強化火焰的效果，藉此取代奶嘴維持73的功用。

### 加百羅涅家族（Cavallone Family）
迪諾（Dino）
配音：鎌苅健太→KENN（瓦利亞篇起）（日本）；何志威（台灣）；陳旭恆（香港）
年齡：22歲／星座：水瓶座／身高：183cm／出生地：義大利／生日：2月4日／血型：O型／體重：72kg。
外號「跳馬」，彭哥列家族同盟加百羅涅家族第10代首領，擁有5000名手下。金髮褐眼，左半身刺有加百羅涅首領證明的刺青。波動屬性為「天空」。
少年時被第9代首領的父親送到專收黑手黨候補生的學校就讀，與瓦利亞的史庫瓦羅同期。里包恩的前一個學生，阿綱的師兄，非常疼愛師弟阿綱。非常愛護部下，如果沒有部下在身邊就會變的笨手笨腳，平時走路會跌倒、揮鞭子會打到自己或同夥（Boss體質）。武器「跳馬的鞭子」和「安翠歐」是由列恩體內產生。
瓦利亞篇，擔任雲雀的家庭教師。未來篇，10年後是米爾菲歐雷的狩獵對象，與米爾菲歐雷第14托里帕諾隊戰鬥。目前處於彭哥列基地，擔任指導所有人的家庭教師。後出現在彭哥列的基地，沒有部下在身邊就會笨手笨腳的體質依然存在。在選擇遊戲後，和雲雀一行人在並中與雛菊碰头，並一起對付雛菊。但由於在平行世界已和白蘭交過手，所以絕招被雛菊完全看穿，後更被雛菊擊至重傷。
繼承式篇，出現在繼承式會場與阿綱一行人見面，看出山本不是本人，在西蒙家族破壞儀式時想出手幫忙但被困住。
阿爾柯巴雷諾詛咒篇，在代理人戰爭中，為里包恩的代理人其中之一。他和阿綱從里包恩那邊聽到一些詛咒的事情感到驚訝。
羅馬利歐（Romario）
配音：永野廣一（日本）；（台灣）；黎景全（香港）
加百羅涅家族幹部之一，懂得一些醫學知識。以大量的繃帶為傷者進行「男人的治療」。迪諾最信任的部下，常常跟在迪諾身邊。是並盛中學副風紀委員長草璧的酒友。
伊旺·多雷克
配音：堀田勝（日本）；黃天佑（台灣）
加百羅涅家族成員之一，以拳頭威力230kg為傲。
波諾·休索恩
配音：高木俊（日本）；黃天佑（台灣）
加百羅涅家族成員之一，以擲球124m的強勁臂力為傲。

### 多瑪佐家族（Tomaso Family）
只在漫畫中登場的黑手黨家族，多瑪佐家族在黑手黨剛出現時，與彭哥列互相對立，第2代曾經互相廝殺，其首領世代都叫龍祥。10年後因百花家族的彭哥列獵殺行動而失蹤。
內藤龍祥（Naito Longchamp）
只在漫畫中登場，紅髮的輕狂少年。多瑪佐家族第8代首領候補。2年級時與阿綱同班。性格不拘小節，即使家裡爆發黑手黨內戰也完全不在意，喜歡收集無聊物品，如廢乾電池、米糠、便當裡附的醬油包。每次出現都帶著不同的女朋友，但是這些女友們的長相一個比一個珍奇。因為嘆息彈的效果當選班長。身上有「De Tomaso」字樣的紋身。名字的由來是義大利以前的汽車製造公司製造的跑車。
曼格斯塔（Mangusta）
只在漫畫中登場，生日為3月23日。龍祥的家庭教師，為了就近指導龍祥假扮為並中學生的40歲男子。負責發射多瑪佐家族特有的嘆息彈。名字的意思是鼬。名字的由來是義大利以前的汽車製造公司De Tomaso製造的跑車。
潘迪拉（Pantera）
只在漫畫中登場，生日為6月22日。14歲。話少的蘿莉塔少女，使用風車作為武器。由於總是沉默不語，所以一般人根本不知道她到底在想什麼。龍祥的心腹手下，但是似乎很討厭龍祥。名字是義大利語的豹。名字的由來是義大利以前的汽車製造公司De Tomaso製造的跑車。
倫迦（Lunga）
只在漫畫中登場，生日為1月27日，負責的工作是收集情報。龍祥的心腹手下。頭戴毛線帽，掛著大耳機的矮小吉他手，平常看來是面無表情，性格冷酷孤傲，無論是誰都很難和他相處，據龍祥表示，他只對把一年一度在富士樹海盛開的花送給他的人敞開心房。名字是義大利語的長笛。名字的由來是義大利以前的汽車製造公司De Tomaso製造的跑車。

### 黑曜
自黑手黨監獄越獄的六道骸等人，為操控彭哥列家族第十代首領「阿綱」來到日本。由於六道骸喜歡黑曜中學的制服，因而選擇於此落腳。起初只有風紀委員被襲擊，後來甚至連一般的學生也受害，引起大眾恐慌。
六道骸
庫洛姆·髑髏
柿本千種
配音：豐永利行（日本）；何志威（台灣）；李建良（香港）
年齡：14歲／星座：天蠍座／身高：182cm／出生地：義大利／生日：10月26日／血型：AB／體重：66kg。
出身於艾斯托拉涅歐家族，六道骸的部下，逃獄者三人組之一。駝背，戴眼鏡和白色針織帽，特徽是臉上有條碼圖樣。個性沉默寡言，討厭麻煩，口頭禪是「太麻煩了」。使用的武器是會發射針的溜溜球。黑曜事件後被復仇者逮捕。藉由骸的幫助從復仇者監獄逃獄後受阿綱的父親─澤田家光－保護不被復仇者追擊，之後與庫洛姆共同行動。屬性是霧。
未來篇，五年前和庫洛姆及城島犬進行拯救六道骸的作戰，結果失敗下落不明。和弗蘭與M·M一同潛入復仇者監獄救出骸。前往日本加入與白蘭的決戰。
跟隨六道骸尋找10年前的弗蘭以做為新戰力，曾制止六道骸一度想宰了弗蘭的念頭（因為法蘭誤以為六道骸是「鳳梨妖精」），被弗蘭說皮膚的質感很好就跟橡膠一樣。阿爾柯巴雷諾的詛咒篇，在代理人戰爭中，為威爾帝的代理人其中之一。
城島犬
配音：內籐玲（日本）；黃天佑（台灣）；陳旭恆（香港）
年齡：14歲／星座：獅子座／身高：172cm／出生地：義大利／生日：7月28日／血型：O／體重：60kg。
出身於艾斯托拉涅歐家族，逃獄者三人組之一。說話時習慣在句末加上。有著和柿本相反的性格，暴躁易怒且相當喋喋不休。擁有數個刻有不同動物齒模的卡匣，隨著更換卡匣即可發揮各種動物特質或專長。黑曜事件後被復仇者逮捕，藉由六道骸的幫助從復仇者監獄逃獄後受到阿綱的父親澤田家光保護，之後與庫洛姆共同行動。屬性是晴。
未來篇，五年前和庫洛姆及千種進行拯救六道骸的作戰，結果失敗下落不明。和弗蘭與M·M一同潛入復仇者監獄救出六道骸。前往日本加入與白蘭的決戰。
跟隨六道骸尋找10年前的弗蘭以做為新戰力，雖然試圖與弗蘭表示善意，但在弗蘭稱其為「白癡妖精」後失敗。阿爾柯巴雷諾的詛咒篇，在代理人戰爭中，為威爾帝的代理人其中之一。
M·M
配音：石井翔子（日本）；楊凱凱（台灣）；郭碧珍（香港）
年齡：15歲／星座：巨蟹座／身高：161cm／出生地：法國／生日：7月3日／血型：B／體重：47kg。
六道骸逃獄同夥。認為男孩子的價值全由金錢決定，因此為了酬勞幫助骸。被碧洋琪以毒料理奧義「千紫毒萬紅」打倒。她的武器是「單簧管」，可以發出足以令物體分子震動導致沸騰的音波，也可拆成三截變成三截棍。因為喜歡骸而對庫洛姆懷有敵意，但卻也很關心庫洛姆。屬性推測為雲。
未來篇 和城島、柿本、弗蘭一同潛入復仇者監獄救出六道骸並前往日本加入與白蘭的決戰。打過庫洛姆一巴掌，似乎有點後悔卻不好意思表達出來。隨後為庫洛姆指路。表面對庫洛姆懷有敵意，但實際上很關心她。常被弗蘭調戲，把她的背包倒著放，叫她W·W。
幼年期的弗蘭跟隨六道骸尋找10年前的弗蘭以做為新戰力。阿爾柯巴雷諾的詛咒篇 在代理人戰爭中，為威爾帝的代理人其中之一。
巴茲（Birds）
配音：平野貴裕（日本）；何志威（台灣）；陳旭恆（香港）
六道骸逃獄同夥。操縱雙胞胎殺手唧唧&集集的殘酷謀略家，其實本身沒什麼了不起的實力。興趣是養鳥，飼養了許多小鳥供其收集情報與傳遞訊息。興奮的話會流鼻血。曾企圖以京子和小春的性命威脅阿綱自殺但未果。
唧唧&集集（ツインズ，Jiji & Didi (Twins)）
配音：内藤玲&前田剛（日本）；于正昌&黃天佑（台灣）
六道骸逃獄同夥。忠實依照巴茲命令行動的雙子殺手（動畫版中名為「血腥雙子」）。原本是在獄中因特別危險而被要求帶上拘束具的連續殺人魔，最後被夏馬爾的三叉戟蚊和10年後一平解決。
蘭奇亞（Lancia）
配音：前田剛（日本）；黃天佑（台灣）；陳旭恆（香港）
年齡：25歲／星座：射手座／身高：194cm／出生地：義大利／生日：12月15日／血型：O／體重：81kg。
原本隸屬於北義大利某家族，公認是北意大利最強的人。卻因為六道骸的緣故失去了家族及成員，最後更成為骸的影武者。外表看似兇惡其實是個相當善良的人。
在六道骸長期附身下，竟能感應到骸的想法，這個能力在之後的瓦利亞篇中，大大的幫助了在天空之戰後筋疲力盡的阿綱。爭奪戰後，在回義大利前把自己家族首領的遺物（疑似天空戒指）送給阿綱。武器是外表刻著蛇紋的巨大鋼球「蛇鋼球」
名字的由來是義大利的汽車製造公司Lancia。

### 米爾菲歐雷家族（Millefiore Family）
米爾菲歐雷家族，是由白蘭所率領的年輕氣盛的「傑索家族」，與優尼所率領的與彭哥列家族有同等歷史的「吉留涅羅家族」合併而成。「米爾菲歐雷（Millefiore）」在義大利語的意思是「千花」。
「傑索（Gesso）」在義大利語的意思是「石膏」，自「傑索家族」出身的成員被稱為「白魔咒（White Spell）」，身穿白制服，擅長使用縝密狡猾的戰術。「吉留涅羅（Giglio Nero）」的意思是「黑百合」，自「吉留涅羅家族」出身的成員則被稱為「黑魔咒（Black Spell）」，身穿黑制服，擁有許多熟悉實戰的猛將。
成員由高至低分為A到F六個階級，A級以上持有瑪雷戒指（贗品）的六位隊長被稱為「6弔花」，「白魔咒」三位隊長的主要匣和輔助匣由白蘭授予。在此之上，還有持有真正的瑪雷戒指的成員「真六弔花」。
以下是所有的部隊資料，所屬中W代表白魔咒，B代表黑魔咒。第0部隊為白蘭的親衛隊，實質上並不存在，部隊名的意思是總部的塔。
| 部隊號碼 | 部隊名             | 部隊名           | 部隊名 | 部隊代表花 | 所屬 | 隊長          | 副隊長      |
| -------- | ------------------ | ---------------- | ------ | ---------- | ---- | ------------- | ----------- |
| 第0部隊  | 帕非歐佩迪拉姆     | Paphiopedilum    |        | 仙履蘭     | W    | 白蘭          |             |
| 第1部隊  | 卡連多拉           | Calendula        |        | 金盞花     | B    | 優尼          |             |
| 第2部隊  | 羅薩               | Rosa             |        | 玫瑰       | W    | 入江正一      |             |
| 第3部隊  | 亞菲蘭朵拉         | Aphelandra       |        | 斑馬花     | B    | γ             |             |
| 第4部隊  | 奇庫拉米諾         | Ciclamino        |        | 仙客來     | B    |               |             |
| 第5部隊  | 歐東托古羅薩姆     | Odontoglossum    |        | 齒舌蘭     | B    |               |             |
| 第6部隊  | 姆蓋特             | Mughetto         |        | 風鈴草     | W    |               |             |
| 第7部隊  | 菲歐雷·戴爾·柯托涅 | Fiore del Cotone |        | 棉花       | W    |               |             |
| 第8部隊  | 古利奇涅           | Glicine          |        | 藤         | W    | 古羅·基希尼亞 | 琴傑·布萊德 |
| 第9部隊  | 吉拉索烈           | Girasole         |        | 向日葵     | B    |               |             |
| 第10部隊 | 尼杰拉             | Nigella          |        | 黑種草     | W    |               |             |
| 第11部隊 | 維歐拉             | Viola            |        | 紫罗兰     | B    |               |             |
| 第12部隊 | 卡梅利亞           | Camelia          |        | 椿         | W    | 愛麗絲·赫本   |             |
| 第13部隊 | 巴爾薩米那         | Balsamina        |        | 鳳仙花     | W    |               |             |
| 第14部隊 | 突里帕諾           | Tulipano         |        | 鬱金香     | B    |               |             |
| 第15部隊 | 丹堤·狄·雷歐涅     | Dente di Leone   |        | 蒲公英     | W    |               |             |
| 第16部隊 | 羅朵丹卓           | Rododendro       |        | 石楠花     | B    | 單多洛·基姆拉 |             |
| 第17部隊 | 亞魁雷吉亞         | Aquilegia        |        | 耬斗菜     | B    |               |             |

#### 白魔咒（White Spell）／傑索家族
白蘭
配音：大山鎬則（日本）；黃天佑（台灣）；陳旭恆（香港）
米爾菲歐雷家族首領，原傑索家族首領。有著一頭白髮的青年，以「僕」自稱，左眼下方有三個爪的記號，腳上裝備可飛行的兵器(F鞋子)。生日：3月14日。喜歡吃棉花糖。
由於分別在不同平行世界遇上同樣正在進行時間旅行的入江，偶然地將白蘭的能力引發出來，擁有同一時間下所有平行世界的自己的知識，後來發現優尼也擁有與自己相同的能力。白蘭利用這個能力製造了許多理論上不該存在於世界中的奇蹟，也將幻騎士從瀕死救回。為了收集最終權利之鑰「73（トゥリニセッテ）」狩獵彭哥列家族以達成自己野心。接收GHOST九成的火焰後，對阿綱使出壓倒性的攻勢，曾一度讓阿綱陷入瀕死狀態，但戰況在阿綱得到原版彭哥列戒指後逆轉。在優尼犧牲後用最後的力量和阿綱交鋒，最後仍被阿綱以「X BURNER」化為灰燼，持有戒指「天空瑪雷戒指」掉落至地上。
繼承式篇在大人藍波戰勝大山羅宇治後出現在山本武的病床前，並治好了他。似乎保有10年後的能力。據說被彭哥列嚴密監控並在其右腳配戴一只電子腳鐐，但行動和思想上危險性都是0。阿爾柯巴雷諾的詛咒篇以10年前的樣子出現在吉留羅涅家族。在代理人戰爭中，為優尼的代理人，之後去阿綱家向阿綱和里包恩他們提出同盟的請求。稱自己現在是為了優尼而奮戰，在第二場戰鬥時，表示其實自己跟阿綱挺像的，因為兩人都是在和平之時沒甚麼用，但到了必要時就會發揮出意想不到的力量的人。戰鬥開始後，家光要求阿綱跟白蘭解除同盟，但於漫畫第368話阿綱決定繼續與白蘭同盟，於是暫時解除了詛咒的可樂尼洛向阿綱發射「極限來福」，但白蘭卻突然跑到阿綱面前保護他，並說出了他之所以會為優尼而戰的原因，原來，在阿綱打敗未來的白蘭後，存在於阿綱原本生活的時代的白蘭就陷入了自己創造的惡夢中，在夢裡，他打敗了阿綱並統治了所有的平行世界，但完成這個目標的他迷失了方向，陷入了“無”的狀態，其實白蘭本來就是個不會執著於任何事的人，所以夢裡完成目標的白蘭就陷入了如同行屍走肉般的狀態，只能在那等死，但沒有想到居然會有打從心底擔心白蘭這種人的人，在白蘭恍神的這段期間優尼一直陪在白蘭的身邊，於是優尼給予的這份溫暖讓白蘭重生了，優尼溫柔善良的心成了白蘭與現實世界連結的楔子，說完之後白蘭就因不敵可樂尼洛的極限來福而身受重傷，正在接受入江和雛菊的晴火焰治療。
入江正一
配音：豐永利行（日本）；何志威（台灣）；陳振聲（香港）
年齡：14歲／生日：12月3日／星座：射手座／夢想：成為音樂家／血型：A／身高：155cm／體重：48kg
住在阿綱家附近的一位戴眼鏡的少年，想把突然飛到他家的藍波送回阿綱家，結果看到阿綱家混亂的的景象而大受驚嚇。動畫版中就讀一所知名私立中學。白蘭稱呼入江為「小正（正チャン）」。
未來篇是米爾菲歐雷第2隊羅薩隊隊長，梅洛尼基地最高負責人，階級A級。六弔花，波動屬性為「晴」。白魔咒部隊第二隊隊長。作為羅薩隊的證明胸前別有玫瑰胸章（「羅薩（rosa）」意思是義大利語玫瑰）。是密魯菲奧雷家族的重要人物之一，身邊跟著酷似切爾貝洛機關的兩位女性。奉白蘭的命令在日本進行關於彭哥列的情報蒐集，很受白蘭信賴。相當神經質，緊張時會肚子痛（過敏性腸症候群）。波動屬性為「晴」，擁有自製的匣子「梅洛尼基地」。在「白色圓形裝置」前，說明阿綱等人之所以會來到十年後是因為十年前的自己使用十年後的匣子及科技的緣故，並將十年後的阿綱等人以分子狀態儲存於白色圓形裝置中阻止其回去，其後脫下自己的裝束說明自己是站在彭哥列這邊的。一切也是由10年後的他和10年後的雲雀和10年後的綱吉策劃的，目的地是為防止世界被破壞。梅洛尼基地的戰鬥結束後，和史帕那一起加入了彭哥列的行列。選擇遊戲彭哥列方參賽者之一，是彭哥列方的「目標」。
繼承式篇在阿綱參加完彭哥列繼承儀式回家前，送史帕納從未來的記憶做出來的X-burner新型耳機和隱形眼鏡到阿綱家給阿綱，並寫信向阿綱問候。阿爾柯巴雷諾的詛咒篇為了破解威爾帝製造的幻術實體化裝置，而與十年前的史帕納一起被白蘭召集到其住處，還表示在見到阿綱以前還以為自己被綁架了。
古羅·基希尼亞（Glo Xinia）
配音：川原慶久（日本）；何志威（台灣）；陳旭恆（香港）
米爾菲歐雷第8古利奇涅隊隊長，階級A級。雨屬性的六弔花，波動屬性為「雨」。使用匣子為動物匣「雨梟」和「雨之海魔」。因為過度自傲的性格最後被庫洛姆和附身在梟身上的六道骸聯手擊敗。
吉爾（Siel）
配音：上山龍司（日本）；黃天佑（台灣）；黎景全（香港）
本名拉吉爾（Rasiel）。本應被貝爾殺死的雙胞胎哥哥，後來成為王，嵐屬性的六弔花，波動屬性為「嵐」。擁有嵐屬性的瑪雷戒指(假)，此用匣子為動物匣「嵐蝙蝠」。在義大利主戰場的戰鬥中被XANXUS擊敗。
里奧那多·利比（Leonardo Lippi）
配音：堀田勝（日本）；何志威（台灣）
隸屬密魯菲奧雷第6姆給特隊，階級F級，白蘭專屬的情報傳送人。白蘭稱呼利比為。
真實身分是古伊德·葛雷柯，意大利人，17歲即殺害15人的凶惡犯，後來逃獄，有和庫洛姆一樣能使六道骸附身的特殊體質。真正的「雷歐」則是個60歲的矮子，由入江正一推薦，行蹤不明。
琴傑·布萊德（Ginger Bread）
配音：小林由美子（日本）；林美秀（台灣）；郭碧珍→鄭佩嘉（第三季）（香港）
密魯菲奧雷第8古利奇涅隊副隊長，人稱「魔術娃娃」，是沒有自己身體的人類，波動屬性為「晴」。使用匣子為動物匣「晴蜘蛛」。口頭禪是「太天真了」。在與拉爾對戰時激怒了拉爾被其困住後自爆，之後再登場時與愛麗絲聯手對戰阿綱，倒在完整的X-burner下。阿爾柯巴雷諾的詛咒篇於代理戰第四日在其中一名復仇者的操控下登場，而且那名復仇者所操縱的琴傑‧布萊德是兩個（一個胖一個瘦），但被阿綱、炎真和巴吉爾給秒殺。
愛麗絲·赫本（Iris Hepburn）
配音：本多知惠子（日本）；雷碧文（台灣）；林小寶（第二季）→鄭佩嘉→郭碧珍（第三季）（香港）
密魯菲奧雷第12卡梅利亞隊隊長，階級A級。波動屬性為「雲」。人稱「妖花愛麗絲」。戰鬥方式是用注入雲火炎的鞭子鞭打使其專屬部隊「死莖隊」肉體能力獲得強化。與琴傑聯手對戰阿綱，倒在完整的X-burner下，後被白蘭派遣至復仇者監獄接送GHOST。
白沙納（Baishana）
配音：男爵山崎（日本）；（台灣）；黎景全（香港）
隸屬密魯菲奧雷第7菲歐雷·戴爾·柯托涅隊，人稱「白色殺戮者」。波動屬性為「嵐」，常用敬詞，使用匣子為動物匣「嵐蛇」和「嵐鍬形蟲」。被笹川了平打倒。
尼可拉（Nichola）
配音：根本滋（日本）；黃天佑（台灣）；李建良（香港）
偵查部隊隊長，一般認為是被雲雀打倒，被庫洛姆和草壁等人利用身分混入基地。
歐爾戈多爾（Olgert）
配音：高岡瓶瓶（日本）；（台灣）；李建良（香港）
從前是貝爾家裡的管家，現在只侍奉成為王的吉爾，臉上有╳形的傷痕，波動屬性為「雨」，擁有雨屬性匣子「巨雨象」3個、「雨鵜鶘」。最後被XANXUS的天空嵐獅虎消滅掉。
卡普奇諾（Cappuccino）
配音：外波山文明（日本）；黃天佑（台灣）；陳旭恆（香港）
動畫目標111登場的原創角色。隸屬米爾菲歐雷第8古利奇涅隊（白魔咒）。波動屬性為「晴」，持有晴屬性的戒指，使用匣兵器「章魚」。
亞拉奇多（Arachide）
配音：日野聰（日本）；（台灣）
動畫目標112登場的原創角色。隸屬白魔咒。雙胞胎，波動屬性為「嵐」，使用匣兵器「嵐回飛標」。安拉切勒在義大利語中是「花生（arachide）」的意思。

#### 黑魔咒（Black Spell）／吉留涅羅家族
優尼（Uni）
配音：南條愛乃（日本）；林美秀（台灣）；鄭佩嘉（香港）
米爾菲歐雷第1卡連多拉隊隊長，黑魔咒的首領，在家族中處於No.2地位。波動屬性：天空。原隸屬於吉留涅羅家族，是吉留涅羅家族的首領，家族合併前擁有精緻度S的天空瑪雷戒指。被γ與太猿等人稱呼為「公主」，意為彩虹之子的公主。生日：1/15。左眼下方有五瓣花的記號，擁有從她母親那裡繼承的代表阿爾柯巴雷諾的橙色橡皮奶嘴，並繼承了可以看透他人內心世界的能力。原本是未涉入黑手黨的普通人，在與白蘭的傑索家族合併後性格改變，據入江正一所說，優尼是因為在與白蘭談判時被白蘭用特殊能力毁滅了優尼的靈魂。結束後的尤尼從此就變了一個人，對明明最喜歡的γ也冷淡對待，只聽從白蘭一人的話。於是，白蘭為首領的傑索家族和尤尼為首領的吉留涅羅家族合並而成米爾菲歐雷家族。她的笑容和堅強曾治愈了γ，由此γ為了尤尼能再次綻放笑容而戰鬥至今，目標是打倒白蘭。
在選擇遊戲後出現，反對白蘭不重開選擇遊戲的決定。並在與白蘭談判後得知她擁有和白蘭相同的能力，且能讓奶嘴發揮力量。因為知道白蘭想要得到自己的原因，所以帶著五個奶嘴投靠彭哥列家族。為了讓假死狀態的阿爾柯巴雷諾復活，和γ一同 犧牲生命。被里包恩稱唯一最了解和可以說服並且讓白蘭服氣的人。喜歡γ，因為繼承了母親的情感而對γ有好感，之後喜歡上他並向他表明「最喜歡你了，就像母親對你那樣」。
未來決戰篇從初代家族繼承力量後阿綱們更加堅定信心，為了與大家一起回到和平的並盛而做準備。此時傳送系統突然來到，敵人朝四方分散而來，隨著真·六弔花的襲來，阿綱他們帶著尤尼逃離基地，時間已經慢慢逼近，決定最終命運的戰鬥一觸即發。後來為了幫助綱吉等人回到過去和彩虹之子的復活，決定犧牲自己，正當優尼陷入對死亡的恐懼時，γ出現了，他決定獻出自己的火炎，與優尼共同走向死亡。並在優尼耳邊低語了一句話，堅強的優尼落下了淚水，在γ的懷里，她露出了真正幸福的笑容，剋服死亡的恐懼，與γ一同消失了。
為了彩虹之子的復活，尤尼履行自己的職責而獻出了生命，還利用自己僅剩的“生命之炎”把未來里發生的每一件事傳達給過去的夥伴們，包括瓦利亞、加百羅涅、六道骸、彭格列九代首領等人。阿爾柯巴雷諾的詛咒篇委託白蘭、γ和真六弔花為代理人戰爭的代理人。根據白蘭的說法，優尼的母親艾莉亞預言代理人戰爭將要開始，所以把大空的奶嘴和其權益轉讓給優尼。白蘭向阿綱和里包恩他們提出同盟的要求是優尼准許的。
名字來源是伊特魯斯坎神話裡的女神（身分相當於羅馬神話的朱諾和希臘神話的希拉）。
艾莉亞（Aria）
配音：湯屋敦子（日本）；雷碧文（ep.117、118）→林美秀（ep.148起）（台灣）；郭碧珍→馬慧琪（香港）
優尼母親，吉留涅羅家族的前任首領。波動屬性為「天空」。跟優尼一樣左眼下方有著五瓣花的記號，并跟優尼繼承著能看透他人內心世界的不可思議能力。從母親露琪那裡繼承的代表阿爾柯巴雷諾的橙色橡皮奶嘴，在病逝前交給女兒優尼繼承下去。
未來篇在γ回想過去時出場，是γ愛戀的人。曾拒絕與傑索家族合併，在不知明情況下罹患疾病突然逝去。病逝前，將吉留涅羅家族的首領位子轉交給女兒優尼。
阿爾柯巴雷諾篇代替已逝的母親露琪，給予阿爾柯巴雷諾的第五試煉，測試阿綱對家族成員的包容能力，參加者僅有阿綱一人。
阿爾柯巴雷諾的詛咒篇預言代理人戰爭將要開始，把大空奶嘴和其權益轉讓給優尼。
名字的由來是義大利語的「空氣（Aria）」。
γ（伽瑪）（Gamma）
配音：井上和彥（日本）；黃天佑（台灣）；陳旭恆（香港）
密魯菲奧雷第3亞菲蘭朵拉隊隊長，階級A級，雷屬性的六弔花。波動屬性為「雷」。擁有精緻度A的雷之瑪雷戒指（假）。使用匣子為動物匣「電狐」和一般匣「撞球」。利用「撞球」排出的陣形是無人能躲過其追擊（連雲雀也得被擊中一球才能突破其陣形）。 原隸屬吉留涅羅家族，是吉留涅羅家族的雷之守護者，家族合併前擁有精緻度S的雷之瑪雷戒指。
和吉留涅羅家族的前任首領似乎有一段情。進入米爾菲歐雷家族的目的是為了報復白蘭。最先喜歡的是艾莉亞，後來喜歡優尼，並且最後和優尼一同犧牲，幫助阿爾柯巴雷諾復活。阿爾柯巴雷諾篇得知艾莉亞去日本的事情感到驚訝，所以去日本找她，但是他不知道艾莉亞去日本跟阿綱進行阿爾柯巴雷諾的試煉這一回事。
阿爾柯巴雷諾的詛咒篇在代理人戰爭中為優尼的代理人其中之一，對於優尼找白蘭為代理人並且向跟阿綱和里包恩他們提出同盟的要求這一回事感到驚訝。
幻騎士
配音：細見大輔（日本）；（台灣）；李建良（香港）
白蘭為了支援入江正一而派遣到日本並盛的四刀流劍士，霧屬性的六弔花，持有霧屬性地獄戒指『骨殘影』和精緻度A的霧之瑪雷戒指贗品，使用匣子為動物匣「幻海牛」。原隸屬吉留涅羅家族，是吉留涅羅家族的霧之守護者，家族合併前擁有精緻度S的霧之瑪雷戒指。
他的絕症曾因白蘭的力量不藥而癒，從此將白蘭視為神侍奉，據γ所言，是吉留涅羅家族與傑索家族合併之後的背叛者。史庫瓦羅成為劍帝之路的第100個對手。在彭哥列侵入時，擊敗山本以及十年後雲雀並使雲雀換成十年前的雲雀。後在阿綱接近入江的研究所時，奉命阻擋。在戰鬥中看到阿綱的眼神，想起優尼的眼神而遲疑。為了表示對白蘭的忠誠，而讓地獄戒指奪去了自己的意識，變得相當卑鄙，而且對八年前的事情十分介意，最後被阿綱擊敗，但被其逃脫。但是後來又假扮為真6弔花狼毒的手下猿，打算再次擊敗山本，戰敗後白蘭以毫無利用價值為藉口，令桔梗將幻騎士殺害。
太猿（Tazaru）
配音：道場拓人（日本）；（台灣）；李建良（香港）
原本為吉留涅羅家族的成员，現在则隸屬密魯菲奧雷第3亞菲蘭朵拉隊，是一个臉頰蓄著鬍子，頗受女人歡迎的壯漢。波動屬性為「嵐」（戒指精制度C），使用匣子為一般匣「黑鐮」。阿爾柯巴雷諾的詛咒篇負責保留艾莉亞留下來的大空奶嘴，因為奶嘴本身突然發光，而且白蘭和真六弔花突然出現在面前感到驚訝。
野猿（Nosaru）
配音：豐田奏惠（日本）；林美秀（台灣）；林小寶→鄭佩嘉（第三季）（香港）
原本是吉留涅羅家族的一員，現在則隶属密魯菲奧雷第3亞菲蘭朵拉隊，是一名留著一頭紫色長髮的少年，自稱詞為“オイラ”。波動屬性為「嵐」（戒指精制度D），使用匣子為一般匣「黑鐮」。阿爾柯巴雷諾的詛咒篇負責保留艾莉亞留下來的大空奶嘴，因為奶嘴本身突然發光，白蘭和真六弔花突然出現在面前感到驚訝。
史帕納（Spana）
配音：津田健次郎（日本）；黃天佑（ep.106-114）→何志威（ep.115起）（台灣）；陳旭恆（香港）
又稱酢花，階級B級，是史托拉歐·摩斯卡的製造者，與入江一樣同是技術部出身。嘴巴裡經常含著草莓味的扳手型棒棒糖，聲音與大人藍波很相似。對抹茶、片假名等日本文化很感興趣。
對彭哥列第10代首領的招式很感興趣，所以嘗試幫助阿綱完成X BURNER。因為窩藏阿綱而被琴傑和愛莉絲前往制裁。在阿綱打敗愛莉絲等人後，跟隨阿綱趕去支援雲雀等人。梅洛尼基地的戰鬥結束後，和入江一起加入了彭哥列的行列。選擇遊戲彭哥列方參賽者之一，和入江在基地單位中進行支援。
繼承式篇阿綱在未來打倒白蘭之後而要回到過去之前，曾經跟史帕納說他想嘗試兩手發射X-BURNER，所以答應幫阿綱會把它完成的，然後則是由10年前的史帕納透過未來的記憶來幫阿綱完成了X-burner新型耳機和隱形眼鏡，並且拜託入江正一幫忙轉交給阿綱，讓阿綱在繼承式篇跟炎真和D‧斯佩多戰鬥的時候有成功地發射雙手型的X-BURNER。
阿爾柯巴雷諾的詛咒篇為了破解威爾帝製造的幻術實體化裝置，而與十年前的入江一起被白蘭召集到其住處，還在與阿綱見面時送了一大包扳手形狀棒棒糖給阿綱當見面禮。
史托拉歐·摩斯卡（Strau Mosca）
葛拉·摩斯卡的第三代機種，由斯帕納加強了其性能，可藉由三臺合體成為戰鬥力十倍的“帝王·摩斯卡”。
迷你摩斯卡（Mini Mosca）
動畫目標109－128登場的原創角色（機器人）。出現在史帕納房間的摩斯卡型小型機器人，和摩斯卡一樣能從雙手五指頂端發射子彈（爆米花），還有家用機器人的功能，腹部裝著微波爐，為了保護史帕納，最後在死莖隊之戰被其中一隻給破壞，身上沒有裝任何武器。
單多洛·基姆拉（Dendre Chilum）
配音：石井康嗣（日本）；（台灣）；陳旭恆（香港）
黑魔咒的成員，波動屬性為「雷」。使用匣子為動物匣「電豬」。
尼葛拉·貝班克爾（Nigella Beabankul）
配音：川本成（日本）；黃天佑（台灣）；陳旭恆（香港）
原屬于吉留涅羅家族，是吉留涅羅家族的雲之守護者，家族合併前持有精緻度S的雲之瑪雷戒指，現在隶属密魯菲奧雷第9吉拉索列隊，人稱「鬼熊使者」，波動屬性為「雲」。因白沙納的襲擊而身負重傷。
亞培
配音：津田英佑（日本）；何志威（台灣）；陳旭恆（香港）
動畫目標84登場的原創角色。隸屬米爾菲歐雷第3亞菲蘭朵拉隊（黑魔咒）。波動屬性為「雷」，持有雷屬性的戒指，使用自動追蹤型的匣兵器「電擊蜂」。曾利用「電擊蜂」追蹤過小春與碧洋琪到假的基地入口，被隨後趕來救援的阿綱以零地點突破 初代版本 絕對零度凍結其匣兵器並一拳擊倒。
賈喬洛
配音：川原慶久（日本）；何志威（台灣）；陳旭恆（香港）
動畫目標85登場的原創角色。隸屬米爾菲歐雷第3亞菲蘭朵拉隊（黑魔咒）。波動屬性為「雲」，持有雲屬性的匣子，可使用「紫羅蘭龍捲風」。被雲雀打倒後，雲屬性的戒指被他拿走。

#### 真六弔花
持有真正的瑪雷戒指，每人配有5000名部下及100名A級戰士。
桔梗
配音：加藤和樹（日本）；何志威（台灣）
真六弔花，白蘭的雲之守護者，波動屬性為「雲」，擁有精緻度S的雲之瑪雷戒指。深受白蘭信賴，白蘭稱他為真6弔花溫柔的首領。是個擁有淺綠色的長髮，喜歡露出微笑又驚悚的表情的男人，會提醒其他人隨時注意四周圍的情況。口頭禪是「啊哈（ハハン）」。
未來篇，和彭哥列決戰時一開始用動物匣兵器攻擊了平等人，但被藍波彭哥列匣型態變化的武器瓦解，因而使用修羅開匣使頭髮長出不斷增生的棘龍頭再度發動攻擊和了平交手，白蘭被擊敗後遭到瓦利亞刑求，最後被XANXUS一槍擊中頭部，但只是暈到。於這個世界成為真6弔花之前是一名被上司欺壓的上班族。
阿爾柯巴雷諾詛咒篇，跟白蘭出現在吉留羅涅家族，在代理人戰爭中，為優尼的代理人其中之一。
石榴
配音：郷本直也（日本）；黃天佑（台灣）
真六弔花，白蘭的嵐之守護者，波動屬性為「嵐」，擁有精緻度S的嵐之瑪雷戒指。口頭禪是「笨蛋（バーロー）」。擁有鮮紅色的短髮，把岩漿當作溫泉泡的男人。擁有驚人的破壞力，當白蘭要求想看他的決心時將自己的故鄉毀滅。
未來篇，修羅開匣之後變成暴龍的型態，與獄寺的戰鬥中左手臂被獄寺彭哥列匣型態變化的武器折斷，經過一段時間的休息後又再生，後來遭到GHOST吸盡死氣之火而死亡。於這個世界成為真六弔花之前是一名家人剛過世的窮人。
阿爾柯巴雷諾詛咒篇，跟白蘭出現在吉留羅涅家族，在代理人戰爭中，為優尼的代理人其中之一。
風鈴草（Bluebell）
配音：菊地美香（日本）；雷碧文（台灣）
真六弔花，白蘭的雨之守護者，波動屬性為「雨」，擁有精緻度S的雨之瑪雷戒指。有著長至腰部的水藍色頭髮的少女，年紀尚輕，有著想將自己的身體練成擁有強壯肌肉體格的嗜好，可以將自己身體的一部分變型。性格十分自由奔放，在其他男性真六弔花面前全身裸體都不在意，修羅開匣時身體也是全裸的，甚至敢公開脫掉衣服啟動修羅開匣，生氣或訝異的時候話語後面會出現小熊頭「藍熊」圖案（僅出現在漫畫裡）。
未來篇，在石榴與獄寺的戰鬥中插手，並使出修羅開匣變成魚龍的型態，後來遭到GHOST吸盡死氣之火而死亡。於這個世界成為真6弔花之前是游泳冠軍，因為交通意外失去哥哥並被認定一輩子得坐輪椅，把做為看護出現的白蘭當成哥哥一樣喜愛。
阿爾柯巴雷諾詛咒篇，跟白蘭出現在吉留羅涅家族，在代理人戰爭中，為優尼的代理人其中之一。
雛菊（Daisy）
配音：山岸門人（日本）；（台灣）
真六弔花，白蘭的晴之守護者，波動屬性為「晴」，擁有精緻度S的晴之瑪雷戒指。手中一直抱著破爛的兔娃娃，取名為「噗噗」（ブブ）臉部有一條疤痕，擁有深綠色的長髮，講話方式有些娘娘腔的男人。根據桔梗的說法他似乎喜歡即將走向毀滅的東西，擁有不死之身，因死不了而困擾的怪人。據桔梗說他和烏頭草是真六弔花之中最弱的兩人。
未來篇，一開始使用動物匣兵器攻擊，被迪諾和雲雀破壞因而使用修羅開匣變成蜥蜴型態輕而易舉的打傷迪諾，之後被雲雀彭哥列匣型態變化的武器打敗，又因晴之瑪雷戒指被雲雀沒收而被活活勒斃。於這個世界成為真六弔花之前是一名在醫院裡的病人。
阿爾柯巴雷諾詛咒篇，跟白蘭出現在吉留羅涅家族，在代理人戰爭中，為優尼的代理人其中之一。
烏頭草
配音：松本忍（日本）；（台灣）
真六弔花，白蘭的霧之守護者，波動屬性為「霧」和「雷」，擁有精緻度S的霧之瑪雷戒指。有怪物般的面孔，其真面目是一個面具，藉由戴在被當成貢品的僧侶臉上活動，一旦面具遭到破壞就會消失。擁有能夠看透事物本質的能力，可讓戒指發出火焰及化為電鋸攻擊。
未來篇，在川平不動產與阿綱再次決鬥，使用修羅開匣變成蛾型態製造超直感也不能看穿的幻覺擾亂阿綱，但被庫洛姆彭哥列匣型態變化的武器識破，使阿綱順利擊敗他。
阿爾柯巴雷諾詛咒篇，跟白蘭出現在吉留羅涅家族，在代理人戰爭中，為優尼的代理人其中之一。
GHOST
真六弔花，白蘭的雷之守護者，波動屬性為「雷」，擁有精緻度S的雷之瑪雷戒指。擁有和白蘭一樣的面貌，右眼下面也擁有和白蘭一樣的印記，是白蘭從平行世界弄來的自己，因為牽涉到技術問題，毀了GHOST所在的平行世界才勉強保持人類外觀送來，因而不具有自我意識，只會吸收死氣之火的變異體。測試他的能力時連累到無辜的黑手黨相關人員而被復仇者逮捕，後來白蘭向復仇者交涉才將他從復仇者監獄之中釋放。
能力是不分敵我吸收他人的火焰，即使只是戴著戒指沒有點燃火焰也會被強制吸出，覺醒時朝四方八面放射吸收死氣之火的火焰，任何匣兵器和人被擊中會被吸盡火焰而死亡（或毀壞）。據骸說GHOST不是生物，是個接近現象的存在。因為其本身只是個炎塊，戒指或匣兵器都對他起不了作用。在最後被阿綱吸收而即將消失時，將體內九成的火焰轉送給了白蘭。

### 西蒙家族（Simon Family）
受彭哥列家族所邀參與彭哥列繼承式的家族，但里包恩感到在意而著手調查。以初代首領海外旅行時發現的小島作為聖地，與彭哥列家族自初代以來便關係密切，由於西蒙家族過於弱小以至於常遭受其他家族的欺壓。根據九代守護者的說法，西蒙的七名守護者很早就成為了孤兒，但首領古里炎真的家人的下場卻最為悽慘。
西蒙家族擁有以地球的七種地形命名的大地七種屬性，能力與大空七種屬性不相上下，目前已知屬性為「大地」、「森林」、「大山」、「沼澤」、「冰河」、「沙漠」、「溪流」，阿綱等人因從未來回到過去所產生的地震得到剛出土的西蒙戒指。西蒙家族唯有藉由彭哥列家族保管的「罪」才能喚醒戒指，戒指在完全覺醒後會在上面增加幾條的條狀物。
家族名稱寫成片假名再轉譯為同音的漢字正好是校名。

#### 初代西蒙家族
西蒙·科扎特（Simon Cozart）
初代西蒙家族首領，波動屬性為「大地」。
因為彭格列一世的命令作為誘餌誘敵，在戰場上被大量敵人包圍，但Giotto並沒有來救援，最後被敵方殺死分屍。因此事件讓西蒙十世古里炎真對彭格列家族產生仇恨並欲對其報復。而這其實是被不知名的某人所改寫的歷史事件，事實上是科扎特擔心一世的情況，即使看出是D·斯佩多為了消滅西蒙家族而偽造信件將他們誘導至戰場，仍帶領著家族成員前往支援，爾後被大量敵人圍困，但一世已早已看穿D·斯佩多的計畫，派出除了D·斯佩多以外的守護者前去救援西蒙家族。
而在事件過後科扎特為了避免西蒙家族成為D·斯佩多對付一世的弱點，主動要求一世隱瞞其全員生還的事實，退下表舞台，並與一世發下了兩家族間決不會有爭鬥且會永遠互助的誓言，後帶著家族成員至某個祕密的小島上隱居，且期望著在未來將會有繼承著兩人意志的後代一起歡笑的日子能到來。

#### 十代西蒙家族
古里炎真（Kozato Enma）
配音：內山昂輝（VOMIC）（日本）
十代西蒙家族首領，波動屬性為「大地」，可以以火焰控制重力，擁有使用星球、或黑洞的強大能力。是西蒙·科扎特的後代，至門中學二年級生，紅髮紅眼，瞳孔有著類似西蒙紋章的印記。個性畏縮以致於時常遭到欺淩而負傷，因此臉上總是貼滿膠布。被阿綱認為和以前的自己很相似。7年前的血洪水事件失去父親「古里真」和妹妹「古里真美」。
與阿綱相處後覺得阿綱是好人，所以艾德海蒂提出測試，寫了假的遭恐嚇信給阿綱並趁夜離去，但白天時信被吹到垃圾桶，導致阿綱跟炎真之間的誤會。襲擊參加繼承式的眾人搶奪初代西蒙的血——「罪（Delitto）」並供出家族為攻擊山本的兇手。作為第十代西蒙首領展開對彭哥列的復仇，壓倒性的將阿綱等人打倒並破壞五枚彭哥列戒指，並向阿綱等人透露只用了七分之一的力量。在獄寺和SHITT-P戰鬥時意圖救出SHITT-P但失敗，盛怒之下揚言要殺了阿綱，但由於戒指覺醒無法繼續作戰而被艾德海蒂帶走。在西蒙戒指完全覺醒後被憤怒沖昏頭，炎真變成了只知道要打倒彭哥列的怪物。攻擊打中阿綱時傳達出真心話，在阿綱表示不放棄要救他之下恢復意識，但由於西蒙戒指的力量失控，身體變成巨大的黑洞，之後被阿綱順利救回。與阿綱聯手使出合體技對抗斯佩德，為了打倒完全裝備的六個斯佩德使出全力將他們吸引到身邊並要求阿綱連同自己一起攻擊，但阿綱不願意犧牲夥伴因而遲疑不決，庫洛姆挺身而出保護炎真。由於承受攻擊全身無法動彈，在斯佩德要給阿綱最後一擊時，強烈的覺悟促使西蒙戒指和彭哥列戒指合而為一。
鈴木艾德海蒂（Suzuki Adelheid）
配音：結城愛良（VOMIC）（日本）
十代西蒙家族守護者，波動屬性為「冰河」。至門中學三年級生，特徵為一對非常豐滿的巨乳，肅清委員會會長。用暴力迫使並中學生會連署通過由至門中學肅清委員會接手並中風紀委員會事務。外號冰之女王，西蒙家族的核心人物，常代表西蒙家族發言。武器為兩把天罡劈水扇，平時習慣收在裙子下，能使用火焰。
在天臺與雲雀對決，曾一腳踢倒雲雀，但其後被雲雀用浮萍拐擊倒，之後被里包恩踢飛到天臺的阿綱打斷，對於阿綱受到自己與雲雀的重擊後仍然生還感到驚訝。供出家族為襲擊奇古家族的兇手。試圖勸阻無視規則與阿綱戰鬥的炎真未果，直到炎真的西蒙戒指覺醒無法繼續戰鬥才成功把炎真帶走，對阿綱等人揚言下一個戰鬥的人將是她。與雲雀互相以自身的臂章為賭注戰鬥，將自身封閉於以冰河之炎製造的冰鑚堡壘裡作為防禦，並製造出500名冰之人偶與雲雀迎戰，但隨即被解決，冰鑚堡壘也被雲雀以拐子及小卷球針態自內部破壞瓦解。臂章被雲雀搶走後被復仇者套上拘束具，在被帶走前得知了居裡其實是D·斯佩德，深深感到懊悔並懇求阿綱拯救內心已經徹底墜入黑暗深淵的炎真。
青葉紅葉
配音：木村良平（VOMIC）（日本）
十代西蒙家族守護者，波動屬性為「森林」。至門中學三年級生，口頭禪是「結果」，與了平同為拳擊愛好者，其髮色為綠色，是個外表看似聰明但其實不太靈光的眼鏡男。
在奈奈的提議下接受了以學習和了平一決勝負，但是由於兩個人都答不出來，只好一同破壞里包恩用特別材質製成的試卷，因此成為志氣相投的朋友。一旦拿掉眼鏡便能使用「致命鎖定」提升自己的靜止視力，動態視力及遠視力至數百倍，藉此看穿人體因體勢或疼痛疲勞造成弱點的位置，但使用時間太長會增加身體負擔。在與了平的戰鬥中與了平打成平手，兩人一起被復仇者帶走。
水野薰
配音：栗原功平（VOMIC）（日本）
十代西蒙家族守護者，波動屬性為「溪流」。手持竹刀的中學生，特徵是金色飛機頭，外表比實際年齡還要年長，看似凶惡其實是個容易害臊的男孩，擁有「炸彈惡魔醫院送葬薰」的稱號。
不經意的情況下被山本發現戒指，趁山本還來不及會意時（應該說山本武只是隨口說出開玩笑的話）用戒指的火焰攻擊山本使得山本身受重傷。在鈴木艾德海蒂的戰鬥結束後，因為不能原諒D.斯佩德欺騙艾德海蒂的行為，使用左手的裝甲刺穿了D.斯佩德的腹部。但實力仍不及斯佩德，山本在其即將承受斯佩德的最後一擊時出現並擋下斯佩德的攻擊。在得知山本仍當他是朋友後留下了感動的眼淚並鄭重的和山本致歉，為了回報山本替其擋下斯佩德從背後的攻擊而身受重傷，因而被復仇者判定為敗者而套上拘束具。
SHITT-P!（Shitt.P!）
配音：Lyrian（VOMIC）（日本）
十代西蒙家族守護者，波動屬性為「沼澤」。至門中學二年級生，穿著奇特，特徵是紫色的芥子坊主頭，自我介紹時說了很多令人難理解的話，午餐只帶紅豆餡，乘著會飄浮的四輪車上學。被獄寺認為是UMA，之後更進一步認定其為地底人而熱衷於研究。唯有以「SHITT-P醬」稱呼他時，才能與他正常溝通。
由於從小異於常人的舉動而被別人欺負，長久以來產生了「只確定自己所相信的事」、「只為自己而活」、「對自己最滿意」的理念。在與獄寺的戰鬥中試圖打擊獄寺對阿綱的信任但未果，戰敗後被復仇者帶走，對於能夠成為西蒙家族的一份子和獄寺一直想要與她溝通這點感到相當高興。
大山拉吉
十代西蒙家族守護者，波動屬性為「大山」。臉上有十字傷痕的巨漢，常把耳機掛在脖子上。個性體貼善於照顧人。
時常與藍波出入公園，並作為藍波的部下與他一起玩。除此之外，也向常被欺負的炎真提議一起回家。對炎真的忠誠度很高，只要是炎真的敵人他都會拼死戰鬥。戒指覺醒後身體被重形裝甲包覆，攻擊形態時有一個以山之火炎形成的強大下顎。被十年後藍波擊敗後遭復仇者帶走，並表示自己絕對不會原諒彭哥列，但拉吉也因為這一戰變得相當欣賞藍波。
加藤居裡（Kato Julie）
配音：大關真（VOMIC）（日本）
十代西蒙家族守護者，波動屬性為「沙漠」。頭戴紳士帽，時常流連於小鋼珠店的不良少年。除了打小鋼珠以外還喜歡與女生約會，經常遭到艾德海蒂肅清，除此之外倆人似乎也曾有過曖昧情愫。手機鈴聲是女生稱讚自己的話。個性看似輕浮，其實力量與氣勢淩駕於艾德海蒂之上，西蒙的成員似乎都很怕他。
放學時走出小鋼珠店，與正要去澡堂的庫洛姆擦肩而過。跟蹤庫洛姆數天發現她只買巧克力豆，於是偷偷把自己在小鋼珠店贏回來的食材送到黑曜樂園給她，在炎真打敗阿綱等人後捉走庫洛姆。告訴炎真迫害西蒙的人是家光激起炎真鬥志。在與斯佩德戰鬥開始的瞬間被送到斯佩德所製造出的幻覺空間中。身體被D·斯佩德佔據時其力量被其利用。骸擊敗斯佩德後意識回到原來的身體當中，但並沒有對彭哥列家族戰鬥的記憶。

### 切爾貝洛機關（Cervello）
切爾貝洛機關（Cervello）
配音：（日本）；林美秀（高音）、楊凱凱（低音）（台灣）；郭碧珍、林小寶→鄭佩嘉（第三季）（香港）
冒充是直屬於彭哥列第9代首領的神祕機關，每次出場只有兩位，負責彭哥列戒指爭奪戰的一切戰事。是一群褐色皮膚，戴著面具的女性（服裝和髮型有些許差異）。曾向XANXUS預言過戒指爭奪戰，並曾賦與白蘭瑪雷戒指，謎一樣的身份，出現的目的在故事完結時仍沒有交代。
在瓦利亞之戰中一個原本負責彭哥列戒指爭奪戰的因為被XANXUS打傷，因此由第二位代替。未來篇在米爾菲歐雷第2羅薩隊隊長入江正一身旁跟有兩位切爾貝洛機關的女性。負責擔任選擇的評判，被白蘭譽為絕對公正。在白蘭被擊敗前的回憶裡出現並賦予白蘭瑪雷戒指。

### 復仇者（Vendette）
復仇者（Vendette）是黑手黨世界的執法者，有死神、惡靈之稱，除了憎恨之外並無其他情感，被所有黑手黨懼怕。會不問緣由的將觸犯戒律的人帶走，讓犯人在無法脫逃的監獄裡飽受永無休止的折磨。後來復仇者的身上出現了阿爾柯巴雷諾的奶嘴，復仇者全是前代的阿爾柯巴雷諾，向里包恩表明了所有真相並請求結盟。
百慕達·馮·維肯舒坦（Bermuda von Veckenschtein）
復仇者創始人，持有透明奶嘴，第8屬性「夜」之火炎的阿爾柯巴雷諾，可以透過死氣之炎和心跳觀察敵人動態，發明並教導其他復仇者「夜之炎」。外形恍似復仇者嬰兒版，當初在被迦卡菲斯廢棄掉只能靜靜地等待死亡之時，因為發自內心的憎恨，點燃的第八屬性「夜」之火炎，並重新注入被石化的時候奶嘴成功活了下來。平時在復仇者之中是擔任“電池”屬性，因為復仇者們在奶嘴石化後便沒有辦法再使用原先的力量，就算被注入夜之炎也無法自行再生，需透過百慕達進行接觸後補充。在利用“禮物”解除詛咒後的外貌酷似外星人，而且單就實力可以說是壓倒性的強悍。
在彩虹之戰第二日派遣復仇者奪取史卡魯全隊手錶以第八隊之姿參加彩虹之戰，並對擊倒三名復仇者的里包恩隊解釋一切並提出邀請。在第四日代理人戰爭中，因耶咖被阿綱等人聯手擊倒而解除詛咒參戰。
葉卡（耶咖）
百慕達隊首領表的持有人，復仇者當中最強的戰士，有一擊擊倒阿綱的超強戰鬥力，情緒激動，唯一的弱點（同時也是除百慕達以外所有的復仇者共同弱點）是每次使用瞬移後需要靠近百慕達來補充能源（據六道骸的說法，使用兩次全身瞬移就會耗盡能源）。
第二日趁彩虹之子開會時偷襲代理人，在第四日彩虹之戰中對戰白蘭、XANXUS、史庫瓦羅、骸、迪諾等聯軍，在一瞬間扯斷XANXUS的右手並重創史庫瓦羅。
阿雷漢特羅
百慕達隊協助者之一，男性。是僅次於百慕達第二古老的復仇者，同時也是「魔術娃娃」琴傑·布萊德的幕後操控者，因為長期都專注在製造人偶上而荒廢了戰鬥的修練，因此本身戰鬥力很差。
在跟阿綱、炎真和巴吉爾戰鬥時放出了兩個（一胖一瘦）琴傑·布萊德，但被阿綱他們秒殺，手錶也瞬間遭到摧毀。
比古皮諾
百慕達隊協助者之一，男性。身型肥胖，斯莫路奇亞的人形武器庫，身上的武器除了手上的大砲外全部都是斯莫路奇亞的武器。
在黑曜中學迎戰山本、獄寺及隨後趕來的阿綱等人，最後因為被炎真限制住行動而遭到獄寺的炸彈攻擊，手錶也遭到摧毀。
斯莫路奇亞
百慕達隊協助者之一，男性。舌頭很長，武器是兩把沙鈴般的巨錘，有一個名為「比古皮諾」的人形武器庫，
在黑曜中學迎戰山本、獄寺及隨後趕來的阿綱等人，最後因為被炎真限制住行動而遭到獄寺的炸彈攻擊，手錶也遭到摧毀。
傑克
百慕達隊的協助者之一。男性。在第三日彩虹之戰，迎戰阿綱與骸的隊伍。
？？？
百慕達隊的協助者之一。男性。在第三日彩虹之戰，迎戰阿綱與骸的隊伍。
？？？
百慕達隊的協助者之一。女性。在第三日彩虹之戰，迎戰阿綱與骸的隊伍。

### 其他黑手黨相關者
Dr.夏馬爾（Dr. Shamal）
配音：勝矢（日本）；黃天佑（台灣）；李建良（香港）
年齡：35歲／生日：2月9日／星座：水瓶座／出生地：義大利／血型：不明／身高：182cm／體重：75kg。
無照醫生，非常好色，喜歡到處騷擾女性，拒絕為男人看病，時常用「要泡妞所以沒時間」一類理由來拒絕聚會。曾在獄寺家裡當過家庭醫生，並教會獄寺使用炸彈。除了醫生的身份外，同時也是個殺手，人稱「三叉戟·夏馬爾」，會利用身上的666種不治之症殺人。他曾被邀請加入第八代的瓦利亞，但最後還是拒絕了。因勾搭某國皇妃而成為腳踏2062條船的國際通緝犯。
名字的由來是義大利的汽車製造公司瑪莎拉蒂以前製造的汽車「Shamal」，「三叉戟」是瑪莎拉蒂的標誌。
羅密歐
配音：津田健次郎（日本）；何志威（台灣）
碧洋琪的男友，與大人藍波長相一樣。21歳死亡，死於食物中毒，對碧洋琪懷恨在心而無法安息。
拉薇娜
配音：三瓶由布子（日本）；雷碧文（台灣）
獄寺的母親，獄寺父親的情婦。義大利和日本的混血兒，初出茅廬的鋼琴家。獄寺3歲時，他駕駛的車墜落懸崖而死，由於死因可疑，有傳言是被暗殺，後來確認拉薇娜那時已經身患重病，在墜落懸崖前就已經病死。

## 寵物
| 名字     | 種類   | 主人     | 說明 |
| -------- | ------ | -------- | --- |
| 列恩     | 變色龍 | 里包恩   | 形狀記憶體，經常改變樣子。能在繭狀態下用晴火焰「活性」體內吐出的特殊彈、武器。動畫版能變成手槍。                                                                                     |
| 安翠歐   | 海綿龜 | 迪諾     | 從列恩體內產生出來，碰到水會變大，在十年後以其為原形製作了迪諾的匣兵器（與安翠歐各自獨立存在）。                                                                                     |
| 雲豆     | 鳥     | 雲雀恭彌 | 原主人為巴茲，後來卻被雲雀馴服，被雲雀教會唱並中校歌。彭哥列齒輪之雲之手環Ver.X會使雲豆變成飛機頭造型                                                                                |
| 鐵甲章魚 | 章魚   | 史卡魯   | 動作和史卡魯的手部動作相同。體形巨大，具攻擊力。 |
| 范塔茲瑪 | 青蛙   | 瑪門     | 瑪門幻術的間接控制器，使用時也可以讓瑪門以漂浮移動。原本是唌尾蛇（繞一圈咬住尾巴的蛇），但瑪門把奶嘴封印後變成一般青蛙的樣子。當瑪門解封奶嘴時會變回原形。遇到特殊能力者時會很興奮。 |
| 法爾克   | 鷹     | 可樂尼洛 | 常抓著可樂尼洛的頭飛翔來進行移動。 |
| 里奇     | 猴子   | 風       | 常待在風的頭上，不知其作用。 |
| 科兹莫   | 松鼠   | 露琪     | |
| 凱文     | 鱷魚   | 威爾帝   | |

## 遊戲登場角色

### 伊夫柯特雷家族
伊夫柯特雷家族（Evocatore Family）是和彭哥列家族同盟的黑手黨。在之後的NDS遊戲系列皆有登場。Evocatore義大利語的意思是降靈者。
阿魯比特（Albito，配音：鯨井康介）
伊夫柯特雷家族下任首領，與其作為首領的父親關係似乎不好。個性溫和，僅針對任何威脅彭哥列的存在顯現敵意。戰鬥方法是使用傀儡操線板控制靈魂進行攻擊。本身的情緒起伏也會引來靈魂聚集，有時會因為情緒失控造成暴走。為了配合莉佐娜克服納豆的決心，每天都得吃納豆料理，非常想吃到普通的義大利菜。波動屬性霧。
奉首領「調查彭哥列首領繼承人」的命令轉學至並盛中學，與阿綱同班並成為朋友，之後一起前往黑曜樂園打倒六道骸。史庫瓦羅搶奪彭哥列戒指後曾與莉佐娜暫回義大利，大空戰當天早上再度現身。戰鬥結束當晚因不能接受無法改變的命運導致暴走，阿綱等人救助後恢復正常，於該次事件後宣佈與彭哥列永遠結為同盟。
第57關出現在白蘭玩的NDS遊戲中，因為不想吃日本料理導致暴走。
一開始失聯，被莉佐娜以為其遭遇不測，其實喬裝成迪伍爾特潛入貝拉多納·利利調查，在之後阿綱等人入侵梅洛尼基地時與眾人會合。
透過玩家找到走散的莉佐娜。請玩家幫忙找合適的化妝舞會服裝，不料與莉佐娜撞衫而且莉佐娜更受歡迎。在玩家面前展示降靈術召喚出羅密歐，被隨後出現的碧洋琪發現以有毒料理擊殺，之後把從一開始強調的「我們的力量」改口成「我的力量」。
莉佐娜（Rizona，配音：平野綾）
伊夫柯特雷家族下任首領輔佐。平時話不多且個性少根筋，但在敵人面前會展現出其不屈的精神。透過帶在身邊的粉紅色玩具熊蘿札洛莎（ロザロサ）進行戰鬥。討厭納豆，為了克服納豆天天吃納豆料理，沒發現其實早已喜歡上納豆了，時常把納豆（ナット）講錯，因而被獄寺叫「納豆女」。波動屬性晴。
與阿魯比特一起轉學至阿綱班上。起先刻意躲避阿綱，直到在森林中遭遇襲擊時阿綱出面搭救失敗後，與阿魯比特使用降靈術一起打跑黑曜中學學生。之後一起前往黑曜樂園打倒六道骸。史庫瓦羅出現後隨阿魯比特暫時回到義大利。提醒阿魯比特應該對首領報告時遭到冷淡的回應。直到大空戰結束後才發現阿魯比特不對勁，但為時已晚。
第57關出現在白蘭玩的NDS遊戲中。以「就是因為不擅長所以才要慢慢克服」為理由教訓阿魯比特之後走進壽司店。
因為家族遭到貝拉多納破壞隻身逃往日本。在並盛中學遭到襲擊時阿綱等人趕到，以為前往救援的阿綱是鬼魂。之後加入阿綱等人並一同入侵梅洛尼基地。
為了買納豆跟阿魯比特走散，在玩家幫助之下找到阿魯比特。和玩家詢問「樓梯梯階處」的日文唸法。不喜歡熟人隨便把蘿札洛莎當成布偶看待。認為自己要是比阿魯比特強的話有可能取而代之成為伊夫柯特雷首領。

### 貝拉多納·利利
貝拉多納·利利（Belladonna Lily）是米爾菲歐雷特殊暗殺部隊。索魯堤和布利甘堤斯在之後的NDS遊戲系列皆有登場。Belladonna Lily英語的意思是南非孤挺花。
索魯堤（Solte，配音：朴璐美）
戒指工匠，年紀比阿綱小，說話很沒禮貌，會以貌取人。外觀具西西里人特徵，名字的由來是義大利語的解放「Solte」。武器是加工戒指時使用的焊接槍。擁有微弱的「天空」屬性波動。
在十年後阿綱的棺材附近被葛拉·摩斯卡包圍。在得知阿綱為彭哥列十代首領後對其自稱同伴被殺害並無處可去請求收留，之後與阿綱等人共同行動。由於眾人的彭哥列戒指接連被搶奪，為補強不足的戰力開始製作戒指。梅洛尼基地入侵作戰最後遭遇布利甘堤斯等人，奪過了平的晴之彭哥列戒指交給布利甘堤斯，也因而抖出兩人的關係。在阿綱無條件諒解下說出自己所知道的內幕，並幫助阿綱等人潛入貝拉多納·利利基地。以為是「詛咒的戒指」害布利甘堤斯變成殺人魔。夢想將戒指變成和平的工具。
到日本尋找有建造戒指精製所的黑手黨，看到玩家佩戴有戒指後擅自決定加入。與玩家提出使用採掘所的要求和提供特定戒指作為製作參考。知道布利甘堤斯一直在偷偷的幫助自己磨練技藝。聽到布利甘堤斯說想放棄成為戒指工匠時強力反對，表示自己還有很多事需要向他學習。
布利甘堤斯（Bligganteth，配音：關智一）
貝拉多納·利利隊長，佩有「詛咒的戒指」。長相與索魯堤同樣具西西里人特徵。從手中釋放出「詛咒的黑炎」作為攻擊手段。主要波動屬性為「嵐」，並同時擁有雷、晴、霧三種屬性。
長率領隊員比歐琪露露與迪伍爾特搶奪阿綱等人的彭哥列戒指作為半機獸的動力來源。從索魯堤手中得到晴之彭哥列戒指後認為其不再具有利用價值，打算連同阿綱等人一起滅口，由於入江啟動研究室內的自動解體系統而作罷。得到六枚彭哥列戒指後放出五隻半機獸在並盛町內進行無差別攻擊。根據索魯堤的說法，他打算拿到戒指之後就打倒白蘭。後期與半機獸二度融合成機獸人並暴走，被阿綱等人擊敗後身受重傷，失去意識前說出多年前離家的真相。最後出現在彭哥列基地與索魯堤重逢。
為了就近照顧索魯堤自願加入玩家陣營。提供一枚戒指請玩家代為交給索魯堤。對於自己過去被「詛咒的戒指」影響所犯下的罪行耿耿於懷，猶豫是不是該繼續把成為戒指工匠當作目標。向索魯堤提起自己想放棄成為戒指工匠遭到強烈反對，在索魯堤支持下重新下定決心。
比歐琪露露（Bio-kilru，配音：木村亞希子）
貝拉多納·利利成員，喜歡用完美的（Perfetto）形容自己製造的半機獸，稱彭哥列為低技術水準的黑手黨。名字為英語的「生化」字首（Bio）加上「殺戮」（Kill）。使用各種化學藥品和指揮半機獸戰鬥，波動屬性為「嵐」。研究匣兵器的科學家，進行將動物匣兵器改造為「半機獸」的開發。忠心執行布利甘堤斯交代的任務，對消滅彭哥列異常執著。遊戲中期被十年後的史庫瓦羅與貝爾飛格爾認出是過去執行任務失敗而逃亡的華利亞成員，史庫瓦羅對其以科學笨蛋稱呼。後期與半機獸二度融合成機獸人並暴走。根據索魯堤的說法，暴走應該不在她的計算範圍內。
迪伍爾特（Devolte，配音：鯨井康介）
貝拉多納·利利成員。戴著有荷魯斯之眼圖徽的全罩式頭盔，以話少聞名，稱其隊長布利甘堤斯為主人（あるじ）。武器能夠變化成長劍、槍與長弓等形態，以凱爾特、北歐、日本神話中出現的神器為其不同型態命名。波動屬性為「雲」。山本提及曾在DVD「劍帝之道」中出現。前期阿魯比特偽造其身分，其後本人出現。後期為了對付阿綱等人與半機獸融合成機獸人，被山本和史庫瓦羅聯手打倒。

### 巴爾堤斯卡家族
巴爾堤斯卡家族（Bertesca Family）是與彭哥列家族同盟的黑手黨，總部位於地中海上的島嶼卡塔法魯克島（Catafalco）。有著近似於彭哥列守護者的七名幹部──七星（Sette stella）存在，但幹部之間簡直毫無向心力可言，當地居民對家族的評價不是很好。家族名稱「Bertesca」為義大利語的瞭望井。
傑拉洛（Gelaro，配音：宮野真守）
巴爾堤斯卡十代首領，佩有雪之戒指，能夠發出特徵為凍結的雪白色火炎雪之炎使任何物品結冰，並能將冰塑造成各種型態進行戰鬥。個性冷漠而偏激。情緒激動時會握住胸前的墜子。
選擇舉行前的休息期間前往並盛町將阿綱等人的彭哥列戒指逐個凍結，並要求眾人自行前往卡塔法魯克島為戒指解凍。在阿綱等人分頭前往島上各處的祭壇為戒指解凍時待在巴爾堤斯卡基地的地下室看守帕溫特。
格蘭迪
巴爾堤斯卡七幹部之一，擅長使用霰彈槍。有酒糟鼻的胖男人，熱愛金錢和暴力，本身沒有什麼才華，標準的小惡棍類型。管理卡塔法魯克島上森特羅村一帶地區，對居民收取高額稅金和動用暴力。認為其地盤上的居民是自己的東西可以隨心所欲對待，被阿綱等人打倒後逃逸。
卡利維爾
巴爾堤斯卡七幹部之一，穿戴高筒帽和燕尾服的獨眼馴獸師，以鞭子命令動物匣兵器戰鬥。過去是義大利馬戲團的團長，被布麗娜看中成為她的專屬表演者而來到島上。雖然注重遣詞用字水準，但所作所為欠缺考慮且時常牽連無辜。在山路製造土石崩塌企圖妨礙獄寺和山本的去路，沒想到他們先前往另一處為戒指解凍而前往阻攔，被兩人打倒後逃逸；兩人抵達戈查村時又現身引起火災揚言要報復，因而再次被兩人打倒。
涅威斯
巴爾堤斯卡七幹部之一，穿戰術背心的軍人，以兩把突擊刀作為武器。從巴爾堤斯卡九世時期就擔任幹部（與當時負責實際工作的父親有區別），是傑拉洛身邊最年輕的護衛。有著與傑拉洛相似的年紀和遭遇，時常對傑拉洛表示同情，同時也是對島失去熱情的人。戈查村發生火災時守在雨之祭壇，與山本交戰沒有使出全力，山本戰勝後離去將水晶交給山本使用。

### 《羈絆的雙人大戰》
蓮姬（配音：井上麻里奈）
操縱月亮之力的狙擊手，與阿綱同齡。左眼下方有羅馬數字ⅩⅠ的記號，是第11個“D匣”，武器為十字弓，火焰屬性為天空。持有的9個“D匣”被米爾菲歐雷奪走，與阿綱等人共同行動在並盛町找回被米爾菲歐雷奪走的D匣。不諳人事，不明白謝謝和對不起的意義，以為植物折斷或人摔倒受傷都能靠修理恢復。
蘭德（配音：柿原徹也）
操縱太陽之力的劍鬥士。左眼下方有羅馬數字ⅩⅡ的記號，是第12個“D匣”，武器為劍，火焰屬性為天空。

## 備註
- 各登場人物的年齡是以彭哥列戒指爭奪戰結束時（10月26日）為基準，與其他基本資料皆出自公式書。

1. 1 2  第1刷的數值有誤在第2刷時更正，第一刷的數值為193cm、90kg。
2. ↑  正確的品種為藍鈴。
3. 1 2  漫畫與公式書皆未標明其正式屬性,是讀者從戒指上的圖形推斷。
4. ↑  即初代西蒙首領－－西蒙·科薩特的血。
5. ↑  因炎真搭救SHITT-P!失敗，出現於標的316（漫畫）。
6. ↑  其意義為義大利語的棺柩。